# Magia

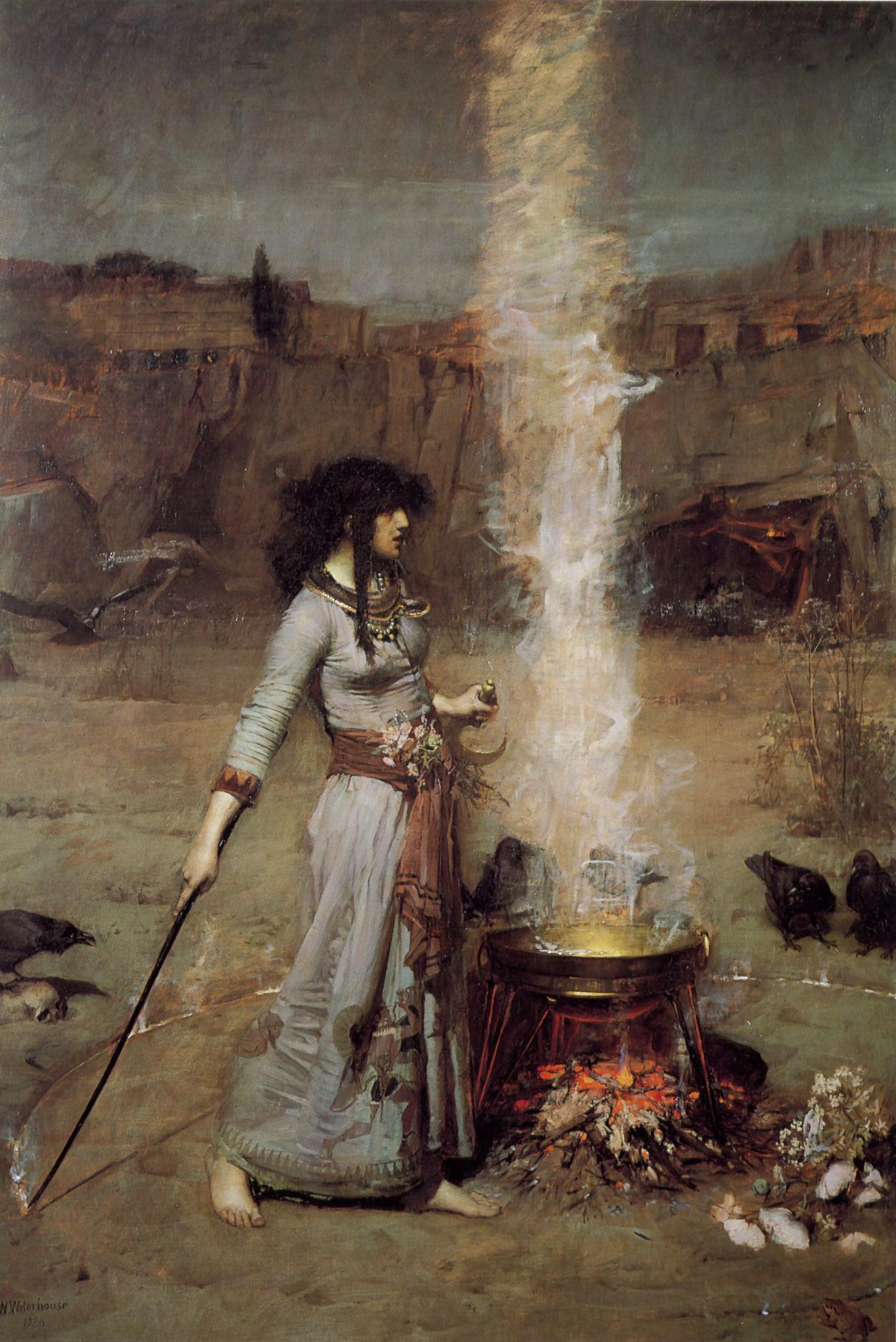
O Circulo Mágico, pintura de 1886 de John William Waterhouse

Magia é a aplicação de crenças, rituais ou ações empregadas na convicção de que elas podem subjugar ou manipular seres e forças naturais ou sobrenaturais É uma categoria na qual foram colocadas várias crenças e práticas, às vezes consideradas separadas tanto da religião quanto da ciência.
Embora as conotações tenham variado de positivas a negativas às vezes ao longo da história, o mágico "continua a ter um importante papel religioso e medicinal em muitas culturas hoje".
Na cultura ocidental, a magia foi ligada a ideias do Outro, do estrangeiro e primitivismo; indicando que é "um poderoso marcador de diferença cultural" e, da mesma forma, um fenômeno não moderno. Durante o final do século XIX e início do XX, os intelectuais ocidentais percebiam a prática da magia como um sinal de uma mentalidade primitiva e também a atribuíram comumente a grupos marginalizados de pessoas.
No ocultismo moderno e nas religiões neopagãs, muitos autodenominados magos e bruxas praticam regularmente magia ritual; definindo magia como uma técnica para trazer mudanças no mundo físico por meio da força de vontade. Esta definição foi popularizada por Aleister Crowley (1875-1947), um influente ocultista britânico, e desde então outras religiões (por exemplo a Wicca e Satanismo LaVeyano) e sistemas mágicos (por exemplo, magia do caos) adotaram-na.

## Etimologia

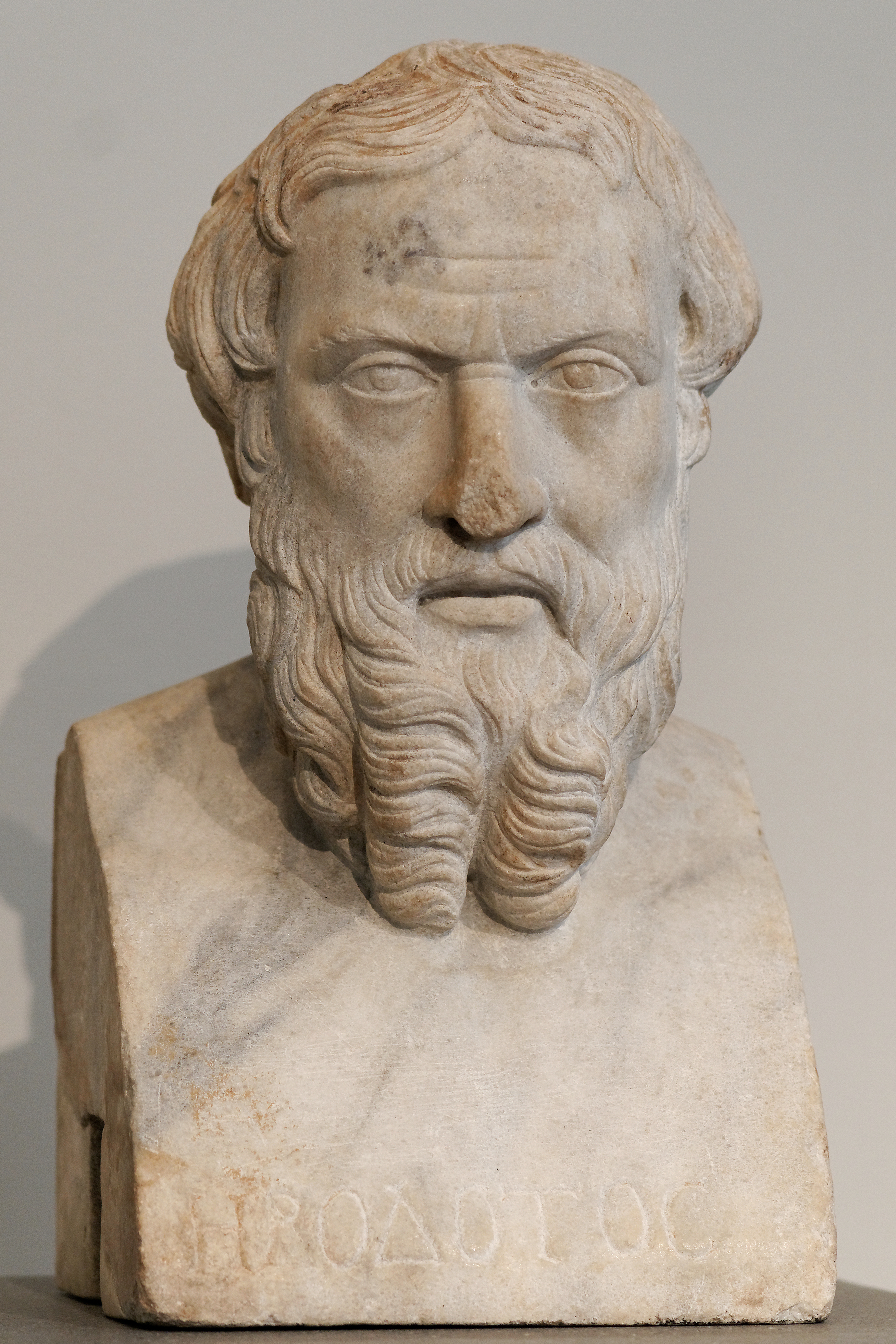
Um dos primeiros relatos sobreviventes dos magos persas (mágoi) foi fornecido pelo historiador grego Heródoto

As palavras magia, mago e mágico vêm do latim magus, através do grego μάγος, que vem do antigo persa maguš. (𐎶𐎦𐎢𐏁, mago). Em persa antigo magu- é derivado do protoindo-europeu *magh (poder). O termo persa pode ter levado ao sinítico antigo *Mγag (mago ou xamã). A forma persa antiga parece ter permeado as línguas semíticas antigas como o magosh hebraico talmúdico, o amgusha aramaico ("mago") e os maghdim caldeus ("sabedoria e filosofia"); do século I a.C. em diante, os magusai sírios ganharam notoriedade como mágicos e adivinhos.
Durante o final do século VI a.C. e início do século V a.C. esse termo encontrou seu caminho no grego antigo, onde foi usado também com conotações negativas para se aplicar a ritos considerados fraudulentos, não convencionais e perigosos. A língua latina adotou este significado do termo no século I a.C.. Via latim, o conceito foi incorporado à teologia cristã durante o século I d.C.. Os primeiros cristãos associavam magia a demônios e, portanto, consideravam-na como contrária à religião cristã. Este conceito permaneceu difundido durante a Idade Média, quando os autores cristãos categorizaram uma ampla gama de práticas—como encantamento, feitiçaria, adivinhação, necromancia e astrologia—sob o rótulo de magia. No início da Europa moderna, os protestantes muitas vezes afirmavam que o catolicismo romano era mágico em vez de religião, e, à medida que os europeus cristãos começaram a colonizar outras partes do mundo no século XVI, eles rotularam as crenças não-cristãs que encontraram como mágicas. Nesse mesmo período, os humanistas italianos reinterpretaram o termo em um sentido positivo para expressar a ideia de magia natural. Tanto a compreensão negativa quanto a positiva do termo se repetiram na cultura ocidental nos séculos seguintes.
Desde o século XIX, acadêmicos de várias disciplinas empregaram o termo magia, mas o definiram de maneiras diversas e usaram-no em referência a coisas diferentes. Uma abordagem, associada aos antropólogos Edward Tylor (1832–1917) e James G. Frazer (1854-1941), usa o termo para descrever crenças em simpatias ocultas entre objetos que permitem que alguém influencie o outro. Definida dessa forma, a magia é retratada como o oposto da ciência. Uma abordagem alternativa, associada aos sociólogos Marcel Mauss (1872-1950) e seu tio Émile Durkheim (1858-1917), emprega o termo para descrever ritos e cerimônias privadas e o contrasta com a religião, que define como uma atividade comunal e organizada. Na década de 1990, muitos estudiosos rejeitaram a utilidade do termo para a academia. Eles argumentaram que o rótulo traçou linhas arbitrárias entre crenças e práticas semelhantes que eram alternativamente consideradas religiosas, e que se constituía etnocêntrico aplicar as conotações de magia - enraizadas na história ocidental e cristã - a outras culturas.

## Magia branca, cinza e negra
A magia branca tem sido tradicionalmente entendida como o uso da magia para propósitos altruístas ou úteis, enquanto a magia negra era usada para propósitos egoístas, prejudiciais ou malignos. Com respeito à dicotomia do caminho da mão esquerda e caminho da mão direita, a magia negra é a contraparte maliciosa e sinistra da benevolente magia branca. Não há consenso sobre o que constitui magia branca, cinza ou negra, como diz Phil Hine, "como muitos outros aspectos do ocultismo, o que é denominado 'magia negra' depende muito de quem está definindo". A magia cinza, também chamada de magia neutra, é a magia que não é realizada por razões especificamente benevolentes, mas também não é voltada para práticas completamente hostis.

## Alta e baixa magia
Historiadores e antropólogos têm distinguido entre os praticantes que praticam a alta magia e os que praticam a baixa magia. Nesta estrutura, a alta magia é vista como mais complexa, envolvendo rituais longos e detalhados, bem como parafernália sofisticada, às vezes cara. Baixa magia está associada a camponeses e folclore, e a rituais mais simples, como breves feitiços falados. Greenwood escreve que "Desde a Renascença, a alta magia tem se preocupado em atrair forças e energias do céu" e alcançar a unidade com a divindade. A alta magia geralmente é realizada em ambientes fechados, enquanto a bruxaria costuma ser realizada ao ar livre.

## Antiguidade

### Mesopotâmia

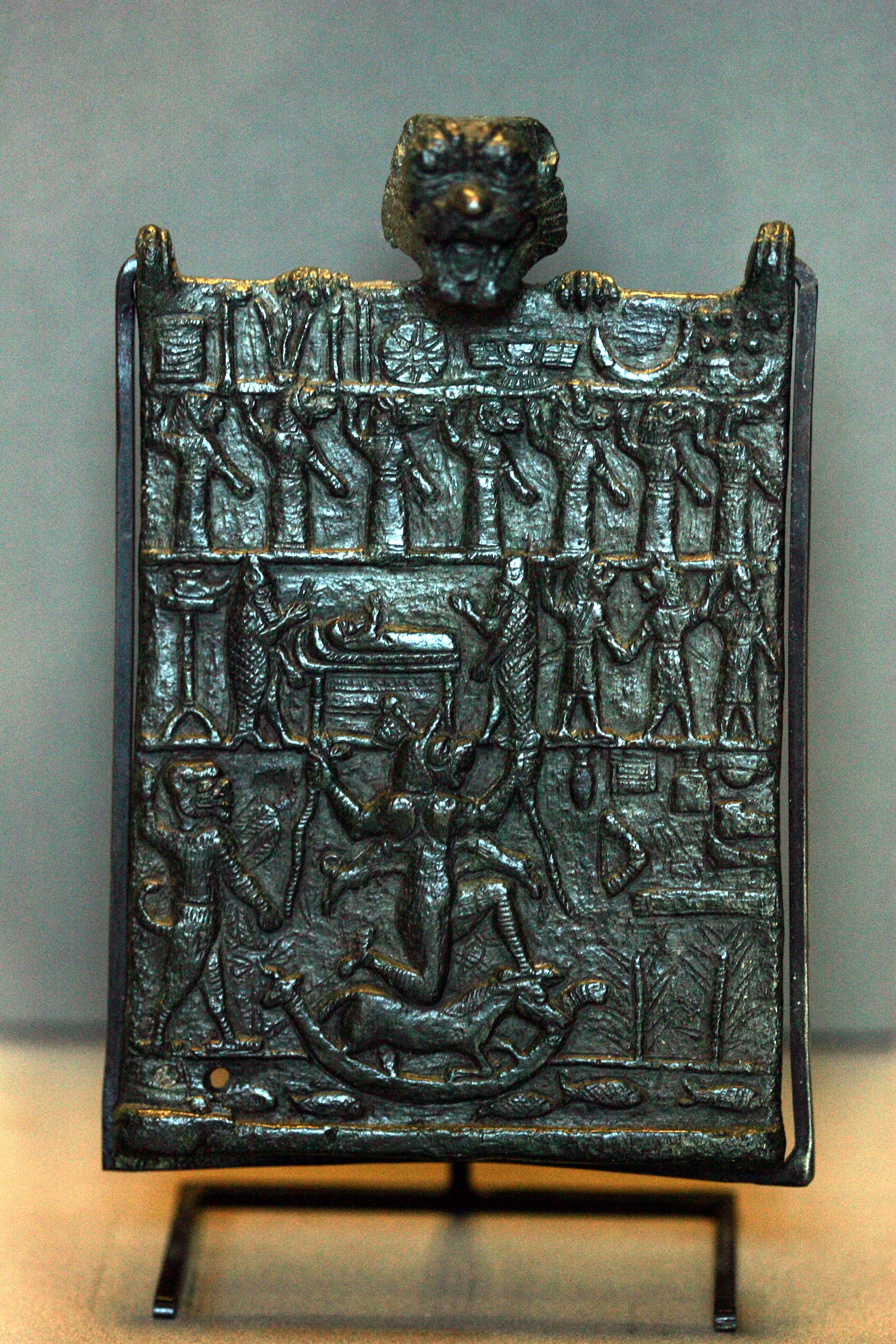
Placa de proteção de bronze da era neoassíria mostrando o demônio Lamastu

A magia era invocada em muitos tipos de rituais e fórmulas médicas, e para neutralizar os maus presságios. Magia defensiva ou legítima na Mesopotâmia (asiputu ou masmassutu na língua acadiana) eram encantamentos e práticas rituais destinadas a alterar realidades específicas. Os antigos mesopotâmicos acreditavam que a magia era a única defesa viável contra demônios, fantasmas e feiticeiros do mal. Para se defenderem contra os espíritos daqueles que eles haviam ofendido, deixavam ofertas conhecidas como kispu na tumba da pessoa na esperança de apaziguá-los. Se isso falhasse, eles às vezes também pegavam uma estatueta do falecido e a enterravam no chão, exigindo que os deuses erradicassem o espírito ou forçando-o a deixar a pessoa em paz.
Os antigos mesopotâmicos também usavam magia com a intenção de se proteger de feiticeiros malignos que poderiam lançar maldições sobre eles. A magia negra como categoria não existia na antiga Mesopotâmia, e uma pessoa que usasse magia legitimamente para se defender contra a magia ilegítima usaria exatamente as mesmas técnicas. A única grande diferença era o fato de que as maldições eram decretadas em segredo; enquanto uma defesa contra a feitiçaria era conduzida ao ar livre, na frente de uma audiência, se possível. Um ritual para punir um feiticeiro era conhecido como Maqlû, ou "A Queima". A pessoa considerada afligida por bruxaria criava uma efígie do feiticeiro e a colocava em julgamento à noite. Então, uma vez que a natureza dos crimes do feiticeiro tivesse sido determinada, a pessoa queimaria a efígie e, assim, quebraria o poder do feiticeiro sobre eles.
Os antigos mesopotâmicos também realizavam rituais mágicos para se purificar dos pecados cometidos sem saber. Um desses rituais era conhecido como Šurpu, ou "Queima", no qual o lançador do feitiço transferia a culpa por todos os seus delitos para vários objetos, como uma tira de tâmaras, uma cebola e um tufo de lã. A pessoa então queimaria os objetos e assim se purificaria de todos os pecados que ela pudesse ter cometido sem saber. Todo um gênero de feitiços de amor existia. Acreditava-se que tais feitiços faziam com que uma pessoa se apaixonasse por outra pessoa, restaurassem o amor que havia desaparecido ou fizessem com que um parceiro sexual masculino fosse capaz de sustentar uma ereção quando antes fora incapaz. Outros feitiços eram usados para reconciliar um homem com sua divindade padroeira ou para reconciliar uma esposa com um marido que a estava negligenciando.
Os antigos mesopotâmicos não faziam distinção entre ciência racional e magia. Quando uma pessoa ficava doente, os médicos prescreviam fórmulas mágicas para serem recitadas, bem como tratamentos medicinais.  A maioria dos rituais mágicos era para ser realizada por um āšipu, um especialista em artes mágicas.  A profissão geralmente era passada de geração em geração e tida em altíssima consideração, frequentemente serviam como conselheiros de reis e grandes líderes. Um āšipu provavelmente servia não apenas como mágico, mas também como médico, sacerdote, escriba e erudito.
O deus sumério Enki, que mais tarde foi sincretizado com o deus semita oriental Ea, estava intimamente associado à magia e aos encantamentos; ele era o deus patrono do bārȗ e do ašipū e amplamente considerado como a fonte final de todo o conhecimento arcano. Os antigos mesopotâmicos também acreditavam em presságios, que podiam surgir quando solicitados ou não. Independentemente de como vinham, presságios sempre eram tomados com a maior seriedade.

### Bacias de encantamento

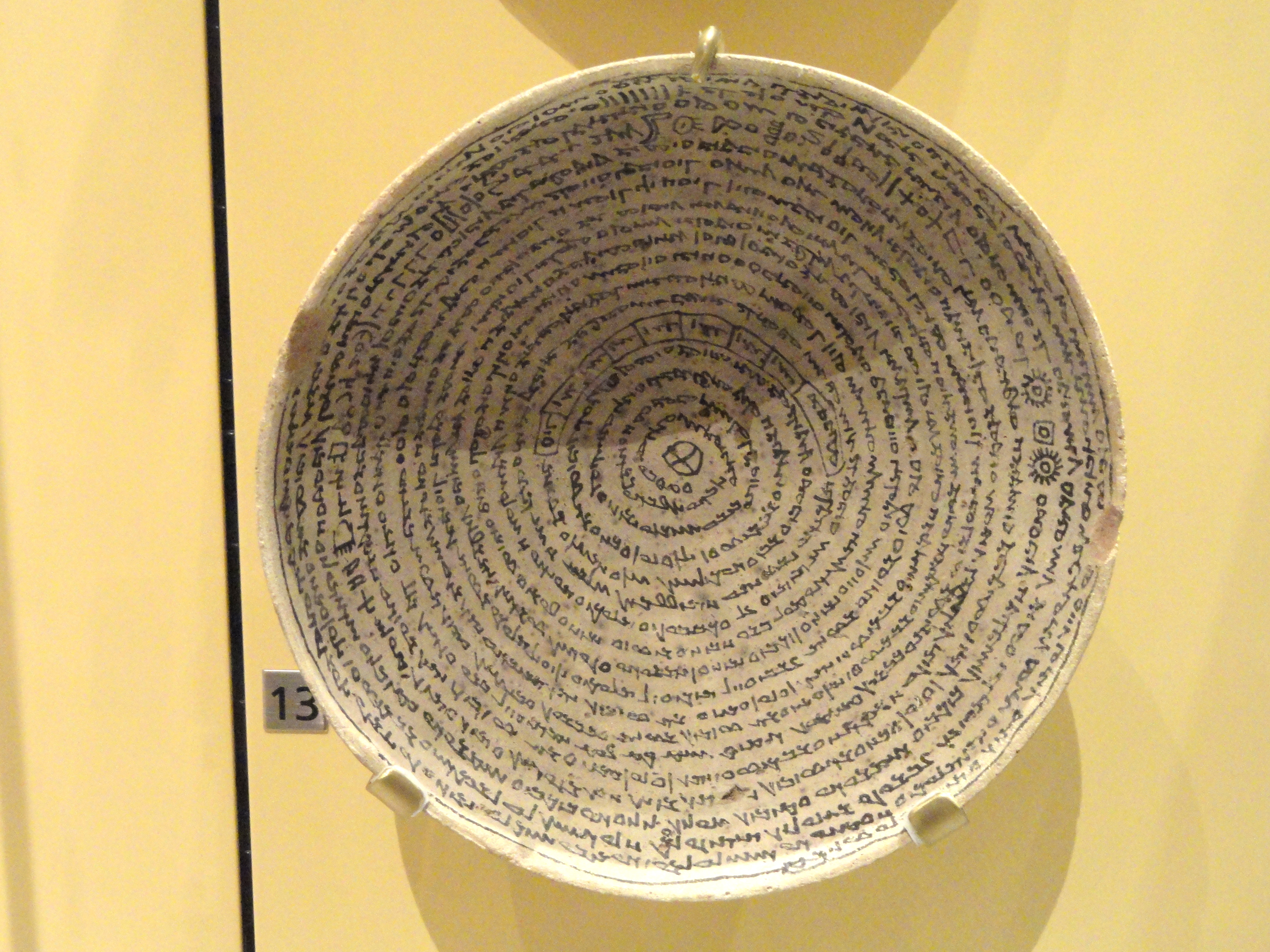
Tigela de encantamento em língua mandeia

Um conjunto comum de suposições compartilhadas sobre as causas do mal e como evitá-lo é encontrado em uma forma de magia protetora antiga chamada bacia de encantamento ou tigelas mágicas. As tigelas eram produzidas no Oriente Médio, principalmente na Alta Mesopotâmia e na Síria, onde hoje são o Iraque e o Irã, e foram bastante populares durante os séculos VI a VIII. Eram enterradas com a face para baixo e foram feitas para capturar demônios. Comumente colocavam-nas sob a soleira, pátios, nos cantos das casas dos recém-falecidos e em cemitérios. Uma subcategoria de bacias de encantamento são aquelas usadas na prática mágica judaica e cristã. As tigelas de encantamento aramaicas são uma fonte importante de conhecimento sobre as práticas mágicas judaicas.

### Egito

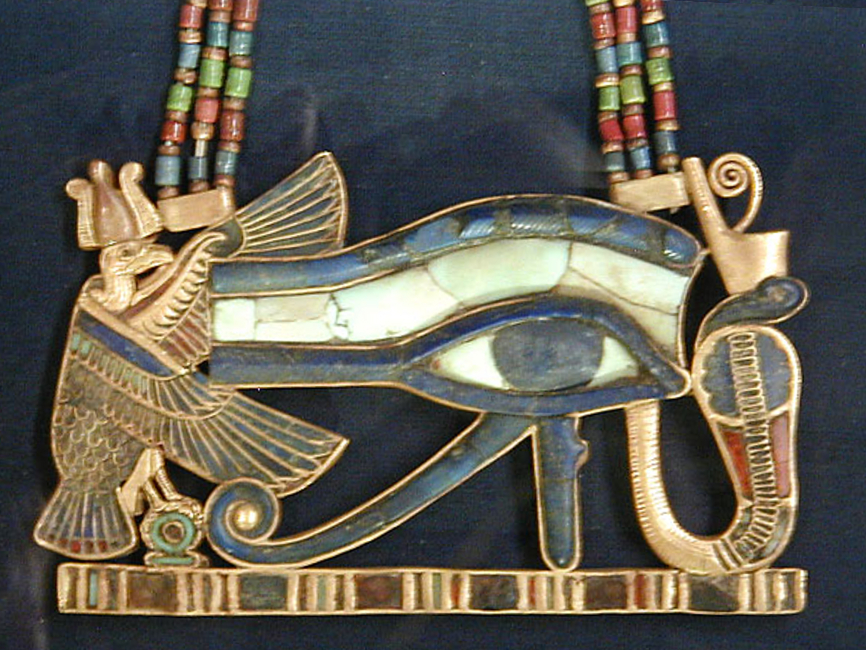
Amuleto egípcio antigo do Olho de Hórus

No Antigo Egito (Quemete na língua egípcia), Magia (personificada como o deus Heka) era uma parte integrante da religião e da cultura que nos é conhecida através de um corpus substancial de textos que são produtos da tradição egípcia.
Embora a categoria magia tenha sido controversa para a egiptologia moderna, há um claro suporte para sua aplicabilidade na terminologia antiga. O termo copta hik é descendente do termo faraônico heka, que, ao contrário de sua contraparte copta, não tinha conotação de impiedade ou ilegalidade, e é atestado desde o Reino Antigo até a Era Romana. Heka era considerada moralmente neutro e aplicado às práticas e crenças de estrangeiros e egípcios. As Instruções de Mericare informam que heka fora uma beneficência doada pelo criador à humanidade "... para ser uma arma para repelir o golpe dos acontecimentos".
A magia era praticada tanto pela hierarquia sacerdotal letrada quanto por fazendeiros e pastores analfabetos, e o princípio de heka era a base de toda atividade ritual, tanto nos templos quanto em ambientes privados.
O princípio mais importante de heka é centrado no poder das palavras para fazer as coisas acontecerem.:54 Maulana Karenga explica o poder fundamental das palavras e seu papel ontológico vital como a principal ferramenta usada pelo criador para trazer o mundo manifesto à existência. Como os humanos foram entendidos como compartilhando uma natureza divina com os deuses, snnw ntr (imagens do deus), o mesmo poder de usar palavras criativamente que os deuses têm é compartilhado pelos humanos.

#### O Livro dos Mortos

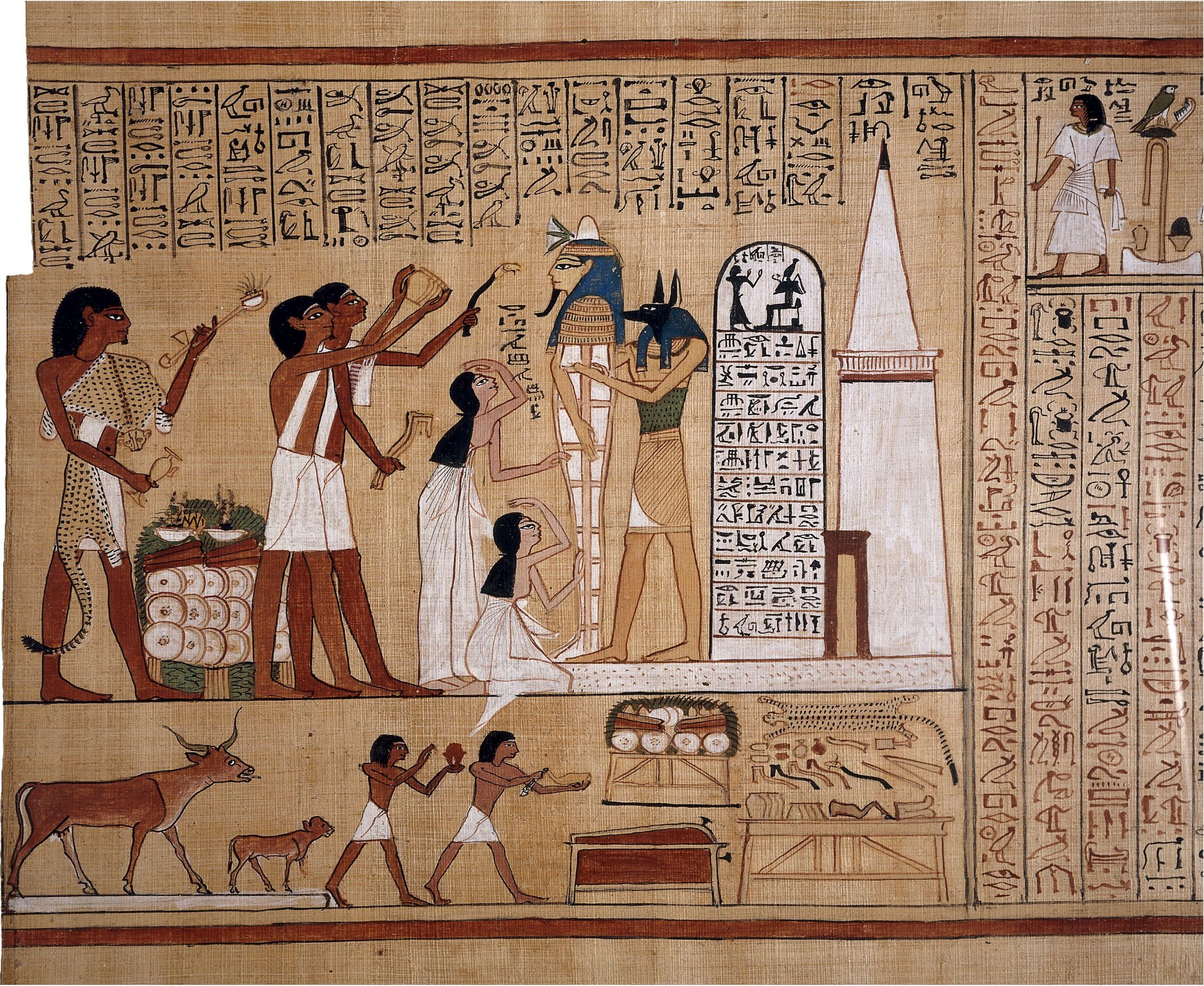
Ilustração do Livro dos Mortos de Hunefer mostrando a cerimônia da Abertura da Boca sendo realizada diante da tumba

As paredes internas da pirâmide de Unas, o último faraó da Quinta Dinastia egípcia, são cobertas por centenas de feitiços e inscrições mágicas, que vão do chão ao teto em colunas verticais. Essas inscrições são conhecidas como Textos das Pirâmides e contêm feitiços necessários ao faraó para sobreviver na vida após a morte. :54 Os Textos da Pirâmide eram estritamente para a realeza; os feitiços eram mantidos em segredo dos plebeus e foram escritos apenas dentro de tumbas reais. Durante o caos e a agitação do Primeiro Período Intermediário, entretanto, os ladrões de tumbas invadiram as pirâmides e viram as inscrições mágicas. Os plebeus começaram a aprender os feitiços e, no início do Império Médio, os plebeus começaram a inscrever escritos semelhantes nas laterais de seus próprios caixões, na esperança de que isso garantiria sua própria sobrevivência após a morte. Esses escritos são conhecidos como Textos dos Sarcófagos. :56
Depois que uma pessoa morria, seu cadáver era mumificado e envolto em bandagens de linho para garantir que o corpo do falecido sobreviveria o maior tempo possível, porque os egípcios acreditavam que a alma de uma pessoa só poderia sobreviver na vida após a morte por tanto tempo quanto seu corpo físico sobrevivia aqui na terra. A última cerimônia antes de o corpo de uma pessoa ser selado dentro da tumba era conhecida como Abertura da Boca. Nesse ritual, os sacerdotes tocavam vários instrumentos mágicos em várias partes do corpo do falecido, dando assim ao falecido a capacidade de ver, ouvir, saborear e cheirar na vida após a morte.

#### Amuletos
O uso de amuletos (meket) era comum entre os antigos egípcios vivos e mortos.:66 Eles eram usados para proteção e como um meio de "... reafirmar a justiça fundamental do universo". Os amuletos mais antigos encontrados são do período pré-dinástico badariano e persistiram até a época romana.

### O Levante
A Halacá (lei religiosa judaica) proíbe a adivinhação e outras formas de contar sortes, e o Talmude lista muitas práticas de adivinhação persistentes, porém condenadas. A Cabala Prática no Judaísmo histórico, é um ramo da tradição mística judaica que se refere ao uso da magia. Era considerada magia branca permitida por seus praticantes, reservada para a elite, que poderia separar sua fonte espiritual dos reinos do mal de Qliphoth se realizada em circunstâncias que eram sagradas (Q-D-Š) e puras (טומאה וטהרה, tvmh vthrh). A preocupação de ultrapassar as fortes proibições do judaísmo à magia impura garantiu que continuasse sendo uma tradição menor na história judaica. Seus ensinamentos incluem o uso de nomes divinos e angelicais para amuletos e encantamentos. Essas práticas mágicas da religião popular judaica, que se tornaram parte da Cabala prática, datam dos tempos do Talmude. O Talmude menciona o uso de feitiços para cura, e uma ampla gama de curas mágicas foram sancionadas pelos rabinos. Foi decidido que qualquer prática que realmente produzisse uma cura não deveria ser considerada supersticiosa e tem havido a prática generalizada de amuletos medicinais e remédios populares (segullot) nas sociedades judaicas ao longo do tempo e geografia.
Embora a magia fosse proibida pela lei levítica na Bíblia Hebraica, ela era amplamente praticada no final do período do Segundo Templo, e particularmente bem documentada no período após a destruição do templo nos séculos III, IV e V EC.

### Mundo greco-romano

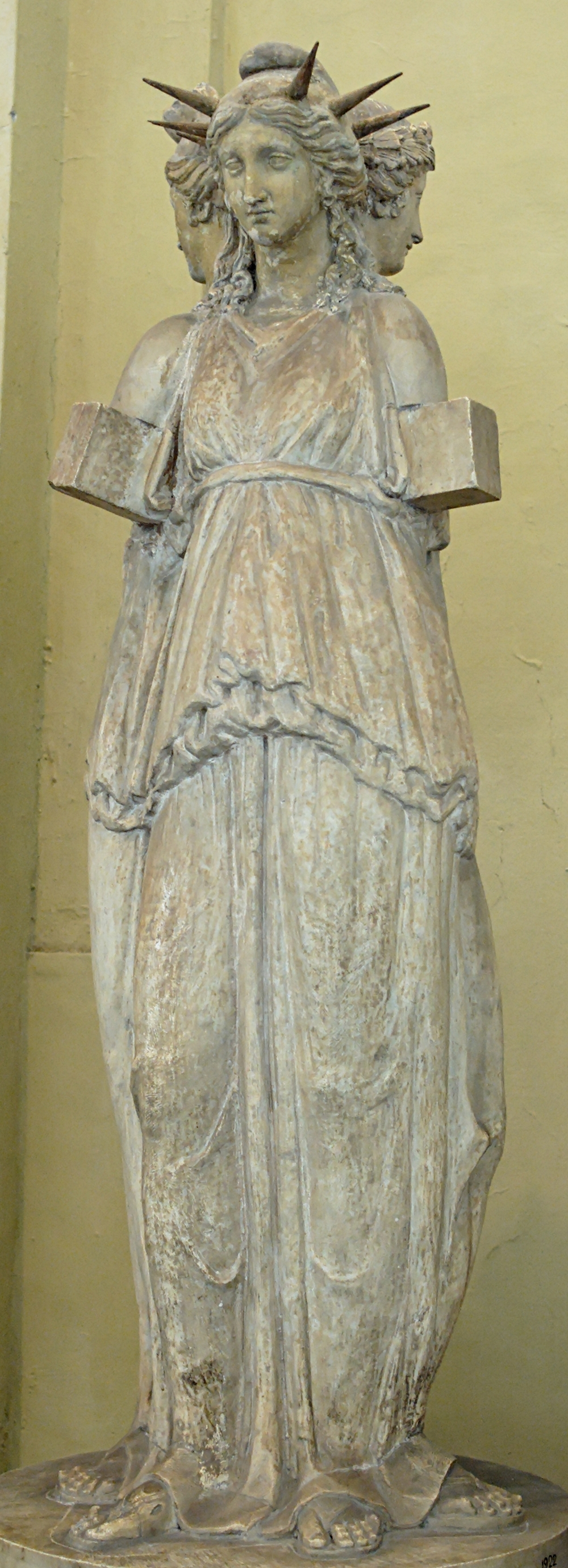
Hécate, uma antiga deusa grega associada à magia. Estátua de Chiaramonti, cópia romana baseada em um modelo original helenístico

A palavra "magia" tem suas origens na Grécia Antiga. Durante o final do sexto e início do século V a.C., o maguš persa (em referência aos sacerdotes persas) foi grecizado e introduzido na língua grega antiga como μάγος e μαγεία. Ao fazer isso, transformou-se o significado, ganhando conotações negativas, com o magos sendo considerados um charlatão cujas práticas rituais eram fraudulentas, estranhas, não convencionais e perigosas. Conforme observado por Davies, para os antigos gregos—e subsequentemente para os antigos romanos—"a magia não era distinta da religião, mas sim uma expressão indesejada e imprópria dela—a religião do outro". O historiador Richard Gordon sugeriu que, para os gregos antigos, ser acusado de praticar magia era "uma forma de insulto".
Essa mudança de significado foi influenciada pelos conflitos militares que as cidades-estado gregas travaram contra o Império Persa. Nesse contexto, o termo faz aparições em textos remanescentes como Édipo Rei de Sófocles, Da Doença Sagrada de Hipócrates e Encômio de Helena de Górgias. Na peça de Sófocles, por exemplo, o personagem Édipo se refere depreciativamente ao vidente Tirésio como um magos—neste contexto, significando algo semelhante a charlatão — refletindo como este epíteto não era mais reservado apenas para os persas.
No século I a.C., o conceito grego de magos foi adotado para o latim e usado por vários escritores romanos antigos como magus e magia. O uso latino mais antigo conhecido do termo se encontra na Écloga de Virgílio, escrita por volta de 40 a.C., que faz referência a magicis ... sacris (ritos mágicos). Os romanos já tinham outros termos para o uso negativo de poderes sobrenaturais, como veneficus e saga. O uso romano do termo era semelhante ao dos gregos, mas colocava maior ênfase na aplicação judicial dele. Dentro do Império Romano, leis seriam introduzidas criminalizando coisas consideradas mágica.
Na antiga sociedade romana, a magia era associada às sociedades do leste do império; o escritor do século I d.C., Plínio, o Velho, por exemplo, afirmou que a magia foi criada pelo filósofo iraniano Zoroastro e que foi trazida ao oeste para a Grécia pelo mago Ostanes, que acompanhou as campanhas militares do rei persa Xerxes.

Os estudos da Grécia Antiga do século XX, quase certamente influenciados por preconceitos cristianizantes dos significados de magia e religião, e o desejo de estabelecer a cultura grega como a base da racionalidade ocidental, desenvolveram uma teoria da magia grega antiga como primitiva e insignificante, essencialmente separada da religião homérica, comunal (polis). Desde a última década do século, no entanto, reconhecendo a onipresença e respeitabilidade de atos como katadesmoi (feitiços de ligação), descritos como magia por observadores modernos e antigos, os estudiosos foram obrigados a abandonar esse ponto de vista.:90–95 A própria palavra grega mageuo (praticar magia) deriva da palavra Magos, originalmente simplesmente o nome grego para uma tribo persa conhecida por praticar religião. Cultos de mistério não cívicos foram reavaliados da mesma forma::97–98
"as escolhas que estavam fora da gama de cultos não apenas adicionavam opções adicionais ao menu cívico, mas ... às vezes incorporavam críticas aos cultos cívicos e mitos pan-helênicos ou eram alternativas genuínas a eles." —Simon Price, Religions of the Ancient Greeks (1999)
Katadesmoi (latim: defixiones), maldições inscritas em cera ou tabuletas de chumbo e enterradas no subsolo, eram frequentemente executadas por todos os estratos da sociedade grega, às vezes para proteger a pólis inteira. :95–96 As maldições comunais realizadas em público diminuíram após o período clássico grego, mas as maldições privadas permaneceram comuns ao longo da antiguidade. Eles foram distinguidas como mágicas por suas qualidades individualistas, instrumentais e sinistras. :96 Essas qualidades, e seu desvio percebido de construções culturais inerentemente mutáveis de normalidade, mais claramente delineiam a magia antiga dos rituais religiosos dos quais faz parte.:102–103
Um grande número de papiros mágicos, em grego, copta e demótico, foram recuperados e traduzidos. Eles contêm instâncias iniciais de:
- o uso de palavras mágicas ditas como tendo o poder de comandar espíritos;[82]
- o uso de símbolos ou sigilos misteriosos que são considerados úteis ao invocar ou evocar espíritos.[83]

A prática da magia foi proibida no final do mundo romano, e o Código de Teodósio (ano de 438) afirma:
"Se algum feiticeiro, portanto, ou pessoa imbuída de contaminação mágica que é chamada pelo costume do povo de mago... for apreendido em minha comitiva, ou na de César, ele não escapará da punição e tortura pela proteção de sua posição."

## Idade Média
No século I, os primeiros autores cristãos absorveram o conceito greco-romano de magia e o incorporaram ao desenvolvimento da teologia cristã. Esses cristãos mantiveram os estereótipos negativos greco-romanos já implícitos do termo e os ampliaram incorporando padrões conceituais emprestados do pensamento judaico, em particular a oposição de magia e milagre. Alguns dos primeiros autores cristãos seguiram o pensamento grego-romano, atribuindo a origem da magia ao reino humano, principalmente a Zoroastro e Ostanes. A visão judaico-cristã era de que a magia era um produto dos babilônios, persas ou egípcios. Os cristãos compartilhavam com a cultura clássica anterior a ideia de que a magia era algo distinto da religião adequada, embora traçasse sua distinção entre as duas de maneiras diferentes.
Para os primeiros escritores cristãos, como Agostinho de Hipona, a magia não constituía meramente práticas rituais fraudulentas e não sancionadas, mas era o oposto da religião porque dependia da cooperação de demônios, os capangas de Satanás. Nisso, as ideias cristãs de magia estavam intimamente ligadas à categoria cristã de paganismo, e tanto a magia quanto o paganismo eram considerados pertencentes à categoria mais ampla de superstitio (superstição), outro termo emprestado da cultura romana pré-cristã. Esta ênfase cristã na imoralidade e erro inerente da magia como algo em conflito com a boa religião era muito mais gritante do que a abordagem em outras grandes religiões monoteístas do período, o judaísmo e o islamismo. Por exemplo, enquanto os cristãos consideravam os demônios como inerentemente maus, os jinn—entidades comparáveis na mitologia islâmica — eram vistos como figuras mais ambivalentes pelos muçulmanos.
O modelo do mágico no pensamento cristão foi fornecido por Simão Mago, (Simão, o Mago), uma figura que se opôs a São Pedro tanto em Atos dos Apóstolos quanto no apócrifo, porém influente, Atos de Pedro. O historiador Michael D. Bailey afirmou que na Europa medieval, a magia era uma "categoria relativamente ampla e abrangente". Teólogos cristãos acreditavam que havia várias formas diferentes de magia, a maioria das quais eram tipos de adivinhação; por exemplo, Isidoro de Sevilha produziu um catálogo de coisas que ele considerou como magia no qual listou a adivinhação pelos quatro elementos, ou seja, geomancia, hidromancia, aeromancia, piromancia, bem como pela observação de fenômenos naturais, por exemplo, o voo dos pássaros e astrologia. Ele também mencionou o encantamento e as ligaduras (o uso médico de objetos mágicos ligados ao paciente) como sendo mágicos. A Europa medieval também viu a magia passar a ser associada à figura de Salomão no Antigo Testamento; vários grimórios, ou livros delineando práticas mágicas, foram escritos que afirmavam ter sido escritos por Salomão, mais notavelmente A Chave de Salomão.
No início da Europa medieval, magia era um termo de condenação. Na Europa medieval, os cristãos frequentemente suspeitavam que muçulmanos e judeus se engajassem em práticas mágicas; em certos casos, esses ritos mágicos percebidos—incluindo o suposto sacrifício judaico de crianças cristãs—resultaram em cristãos massacrando essas minorias religiosas. Grupos cristãos muitas vezes também acusavam outros grupos cristãos rivais—que eles consideravam heréticos—de se envolver em atividades mágicas. A Europa medieval também viu o termo maleficium aplicado a formas de magia que eram conduzidas com a intenção de causar danos. O final da Idade Média viu palavras para esses praticantes de atos mágicos nocivos aparecerem em várias línguas europeias: sorcière em francês, Hexe em alemão, strega em italiano e bruja em espanhol. O termo inglês para praticantes malévolos de magia, witch, derivado do antigo termo inglês antigo wicce.

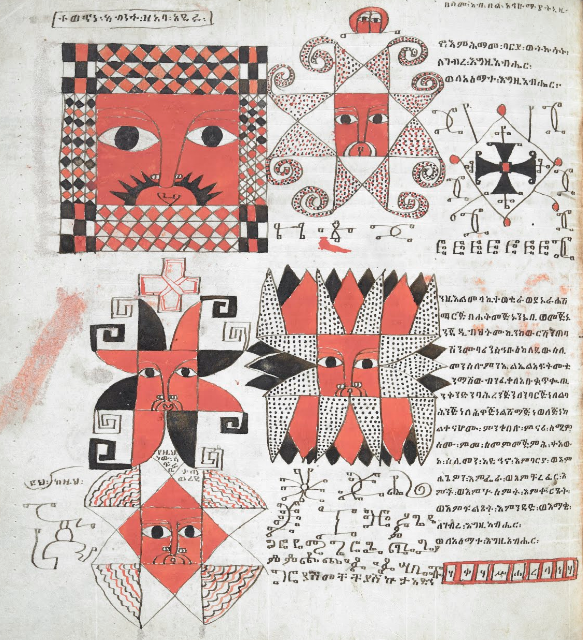
No século XV, o imperador Zara-Jacó perseguiu mágicos na Etiópia como hereges. Na foto, talismãs de defesa contra as "artes das trevas" em um manuscrito de um exorcista etíope (däbtära) de 1750; pergaminhos de amuleto nessa magia africana são encontrados em grande quantidade a partir do século XVI.

Ars Magica ou magia é um importante componente e contribuição de apoio à crença e prática da cura espiritual e, em muitos casos, da cura física durante a Idade Média. Emanando de muitas interpretações modernas, há um rastro de equívocos sobre magia, um dos maiores dos quais revolvendo em torno da maldade ou da existência de seres nefastos que a praticam. Essas interpretações errôneas resultam de inúmeros atos que foram realizados ao longo da antiguidade e, devido ao seu exotismo a partir da perspectiva do homem comum, os rituais evocavam inquietação e um sentimento ainda mais forte de rejeição.

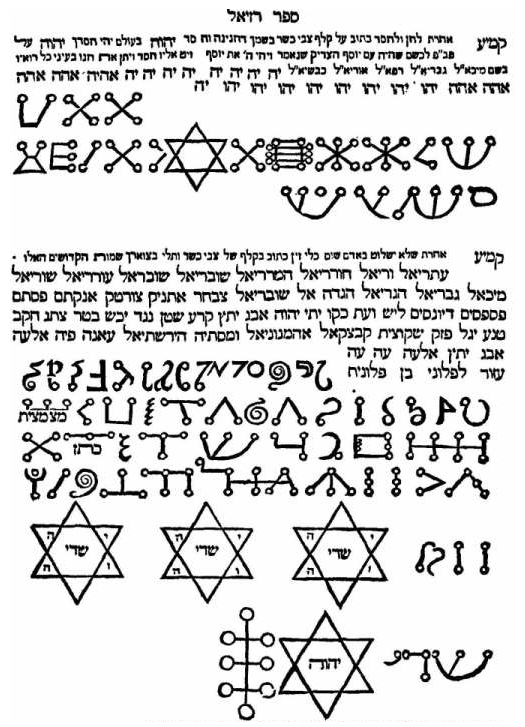
Um trecho do Sefer Raziel HaMalakh, com vários símbolos mágicos (סגולות segulot em hebraico)

Na visão judaica medieval, a separação dos elementos místicos e mágicos da Cabala, dividindo-a em Cabala teológica especulativa (Kabbalah Iyyunit) com suas tradições meditativas e Cabala teúrgica prática (Kabbalah Ma'asit), ocorreu no início do século XIV.
Uma força social na Idade Média mais poderosa do que o plebeu singular, a Igreja Católica, rejeitou a magia como um todo porque era vista como um meio de interferir no mundo natural de uma maneira sobrenatural associada aos versículos bíblicos de Deuteronômio 18:9-2. Apesar das muitas conotações negativas que cercam o termo magia, existem muitos elementos que são vistos sob uma luz divina ou sagrada.
Instrumentos diversificados ou rituais usados na magia medieval incluem, mas não estão limitados a: vários amuletos, talismãs, poções, bem como cantos, danças e orações específicos. Junto com esses rituais estão as noções adversamente imbuídas de participação demoníaca que os influenciam. A ideia de que a magia foi inventada, ensinada e operada por demônios teria parecido razoável para qualquer um que lesse os papiros mágicos gregos ou o Sefer-ha-Razim e descobrisse que a magia de cura aparecia ao lado de rituais para matar pessoas, ganhar riqueza ou vantagem pessoal e coagir as mulheres à submissão sexual. A arqueologia está contribuindo para uma compreensão mais completa das práticas rituais realizadas em casa, no corpo e em ambientes monásticos e de igreja.
A reação islâmica em relação à magia não condena a magia em geral e faz distinção entre a magia que pode curar doenças e possessão e a feitiçaria. A primeira é, portanto, um presente especial de Deus, enquanto a última é alcançado com a ajuda de jinn e diabos (iblis). Ibne al-Nadim mantém que os exorcistas ganham seu poder pela obediência a Deus, enquanto os feiticeiros agradam aos demônios com atos de desobediência e sacrifícios e estes, em troca, fazem-lhe um favor. De acordo com Ibn Arabi, Al-Ḥajjāj ibn Yusuf al-Shubarbuli foi capaz de andar sobre as águas devido à sua piedade. Com base no Alcorão, a respeito das lendas islâmicas de Salomão, a magia foi ensinada por demônios aos humanos. Salomão tomou os escritos do feiticeiro e os escondeu sob seu trono. Após sua morte, Iblis, incapaz de se aproximar da corte de Salomão, disse ao povo que eles encontrariam um tesouro sob o trono e assim os conduzirão à feitiçaria. Outra narrativa sustenta que a feitiçaria veio com os anjos caídos Harut e Marut para a humanidade.

## A Renascença e Iluminismo

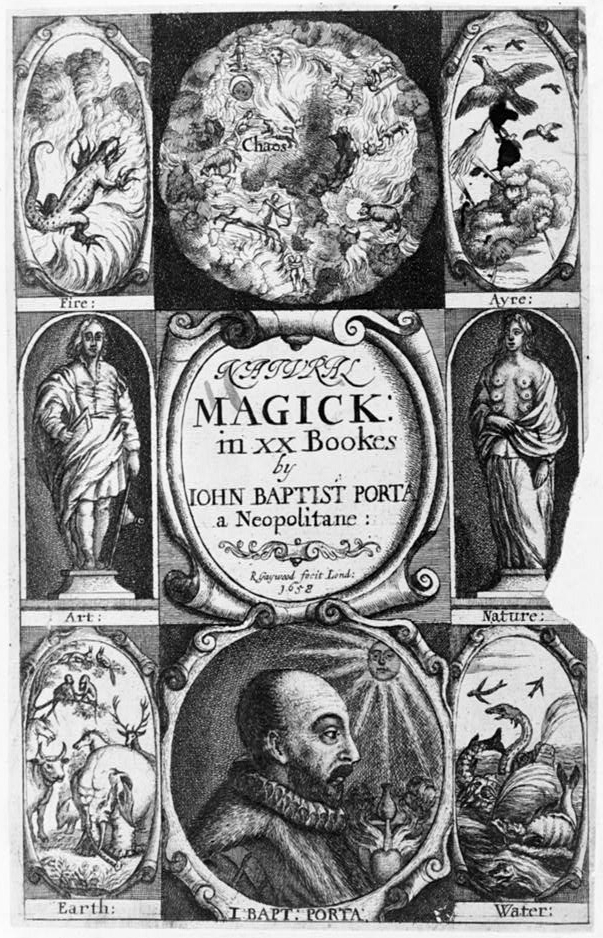
Frontispício de uma tradução inglesa de Natural Magick publicada em Londres em 1658

O humanismo do Renascimento viu um ressurgimento no hermetismo e nas variedades neoplatônicas de magia cerimonial. Por outro lado, viu também o surgimento da ciência, em formas como o destronamento da teoria ptolomaica do universo, a distinção da astronomia da astrologia e da química da alquimia.

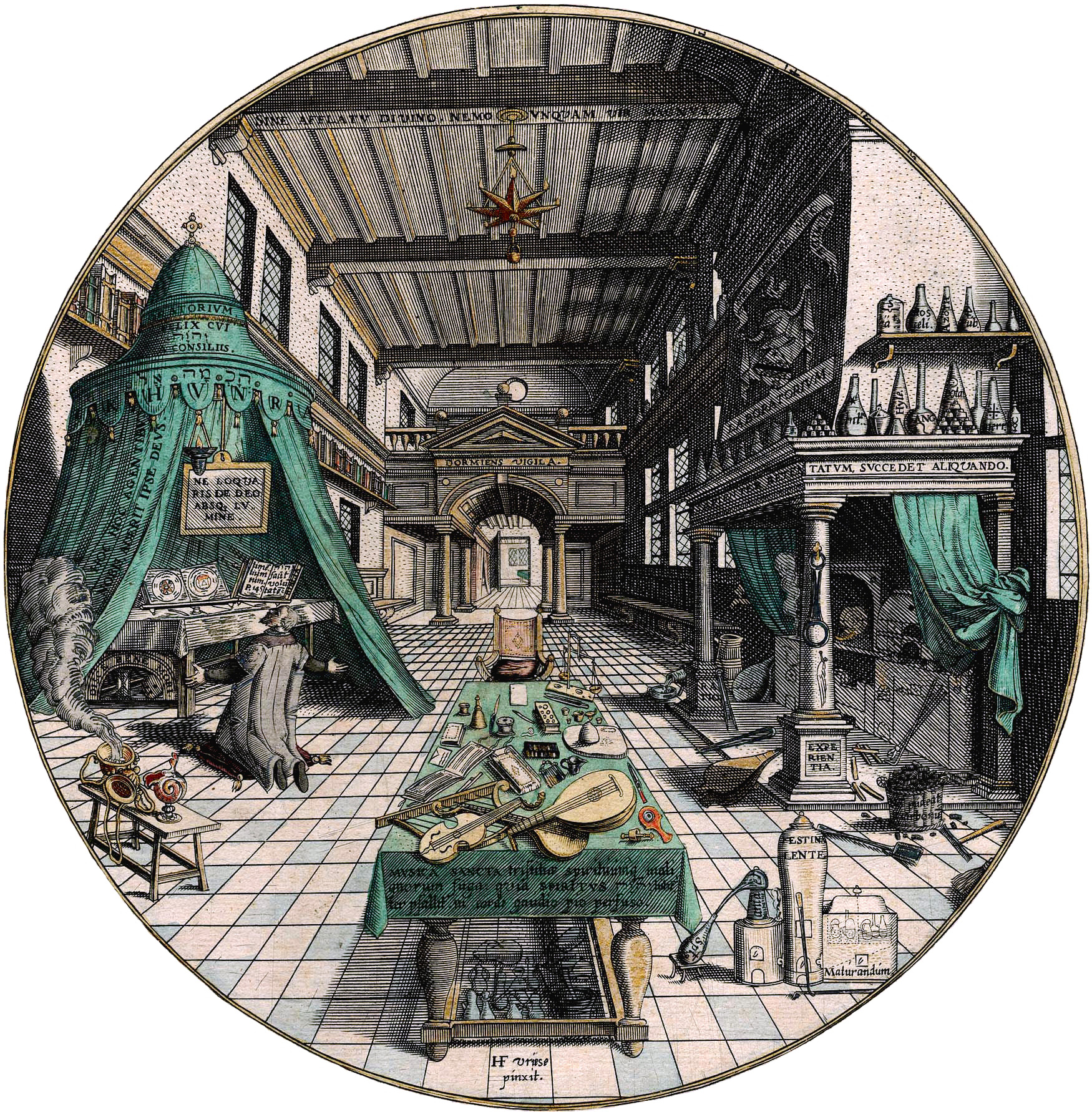
Anfiteatro da Sabedoria Eterna (1595), xilogravura de Hans Vredeman de Vries ao livro, representando o laboratório de alquimia de Heinrich Khunrath

Durante o início do período moderno, o conceito de magia passou por uma reavaliação mais positiva através do desenvolvimento do conceito de magia naturalis (magia natural). Este foi um termo introduzido e desenvolvido por dois humanistas italianos, Marsilio Ficino e Giovanni Pico della Mirandola. Para eles, magia era vista como uma força elemental que permeia muitos processos naturais, e, portanto, era fundamentalmente distinta da ideia cristã dominante de magia demoníaca. Suas ideias influenciaram uma série de filósofos e escritores posteriores, entre eles Paracelso, Giordano Bruno, Johannes Reuchlin, Johannes Trithemius e Heinrich Cornelius Agrippa. De acordo com o historiador Richard Kieckhefer, o conceito de magia naturalis ganhou "firmeza na cultura europeia" durante os séculos XIV e XV, atraindo o interesse de filósofos naturais de várias orientações teóricas, incluindo aristotélicos, neoplatônicos e hermetistas.

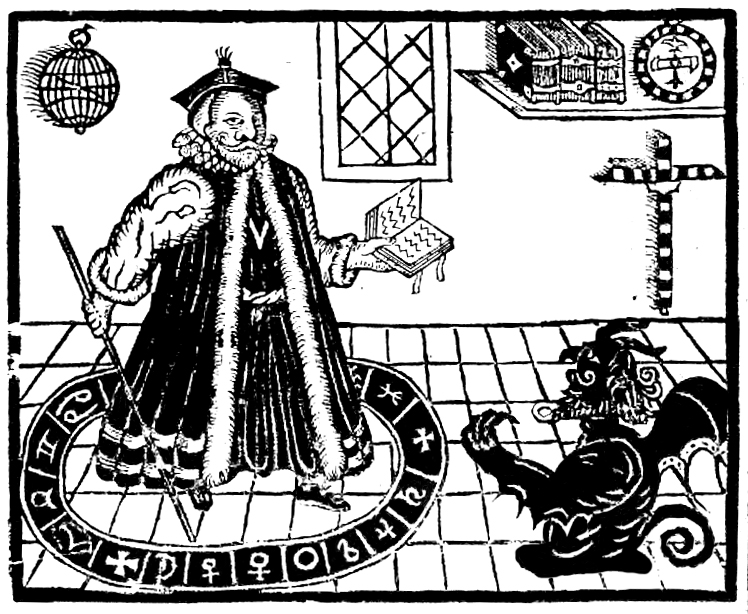
Xilogravura no frontispício das publicações do Doutor Fausto (início do século XVII), retratando-o como magista invocando Mefistófeles

Os adeptos dessa posição argumentaram que a magia pode aparecer tanto nas formas boas quanto nas más; em 1625, o bibliotecário francês Gabriel Naudé escreveu sua Apologia para todos os Sábios Falsamente Suspeitos de Magia, na qual distinguia "Magia de Moisés"—que ele afirmava vir de Deus e incluía profecias, milagres e falar em línguas—da magia goética causada por demônios. Enquanto os proponentes da magia naturalis insistiam que isso não dependia das ações dos demônios, os críticos discordaram, argumentando que os demônios simplesmente enganaram esses magos. Por volta do século XVII, o conceito de magia naturalis havia se movido em direções cada vez mais "naturalistas", com as distinções entre ele e a ciência se tornando confusas. A validade da magia naturalis como um conceito para a compreensão do universo passou então a ser cada vez mais criticada durante a Era do Iluminismo no século XVIII.
Apesar da tentativa de reivindicar o termo magia para uso em um sentido positivo, ela não substituiu as atitudes tradicionais em relação à magia no Ocidente, que permaneceram amplamente negativas. Ao mesmo tempo que magia naturalis estava atraindo interesse e era amplamente tolerada, a Europa viu uma perseguição ativa de bruxas acusadas que se acreditava serem culpadas de maleficia. Refletindo as associações negativas contínuas do termo, os protestantes frequentemente procuraram denegrir práticas sacramentais e devocionais católicas romanas como sendo mágicas ao invés de religiosas. Muitos católicos romanos ficaram preocupados com esta alegação e por vários séculos vários escritores católicos romanos devotaram atenção à argumentação de que suas práticas eram religiosas ao invés de mágicas. Ao mesmo tempo, os protestantes frequentemente usavam acusações de magia contra outros grupos protestantes com os quais estavam competindo. Desta forma, o conceito de magia foi usado para prescrever o que era apropriado como crença e prática religiosa. Reivindicações semelhantes também estavam sendo feitas no mundo islâmico durante este período. O clérigo árabe Maomé ibne Abdal Uaabe—fundador do wahhabismo—por exemplo, condenou uma série de costumes e práticas, como adivinhação e veneração de espíritos como sihr, que ele, por sua vez, alegou ser uma forma de shirk, o pecado da idolatria.
Havia grande incerteza em distinguir práticas de superstição, ocultismo e conhecimento erudito perfeitamente sólido ou ritual piedoso. As tensões intelectuais e espirituais irromperam na mania das bruxas da Idade Moderna, ainda mais reforçada pela turbulência da Reforma Protestante, especialmente na Alemanha, Inglaterra e Escócia.
No hassidismo, o deslocamento da Cabala prática usando meios mágicos diretos, por tendências conceituais e meditativas, ganhou muito mais ênfase, ao mesmo tempo que instituiu a teurgia meditativa para bênçãos materiais no cerne de seu misticismo social. O hassidismo internalizou a Cabala por meio da psicologia de deveikut (apego a Deus) e apego ao Tsadic (Rebe hassídico). Na doutrina hassídica, o tsadic canaliza a abundância espiritual e física divina para seus seguidores alterando a Vontade de Deus (revelando uma Vontade oculta mais profunda) por meio de seu próprio deveikut e auto-anulação. Dov Ber de Mezeritch preocupou-se em distinguir do processo diretamente mágico esta teoria da vontade do Tzadik alterando e decidindo a Vontade Divina.
No século XVI, as sociedades europeias começaram a conquistar e colonizar outros continentes ao redor do mundo e, ao fazê-lo, aplicaram os conceitos europeus de magia e feitiçaria às práticas encontradas entre os povos que encontraram. Normalmente, esses colonialistas europeus consideravam os nativos como primitivos e selvagens cujos sistemas de crenças eram diabólicos e precisavam ser erradicados e substituídos pelo cristianismo. Como os europeus normalmente viam esses povos não europeus como sendo moral e intelectualmente inferiores a eles próprios, esperava-se que tais sociedades fossem mais propensas a praticar magia. Mulheres que praticavam ritos tradicionais foram rotuladas como bruxas pelos europeus.

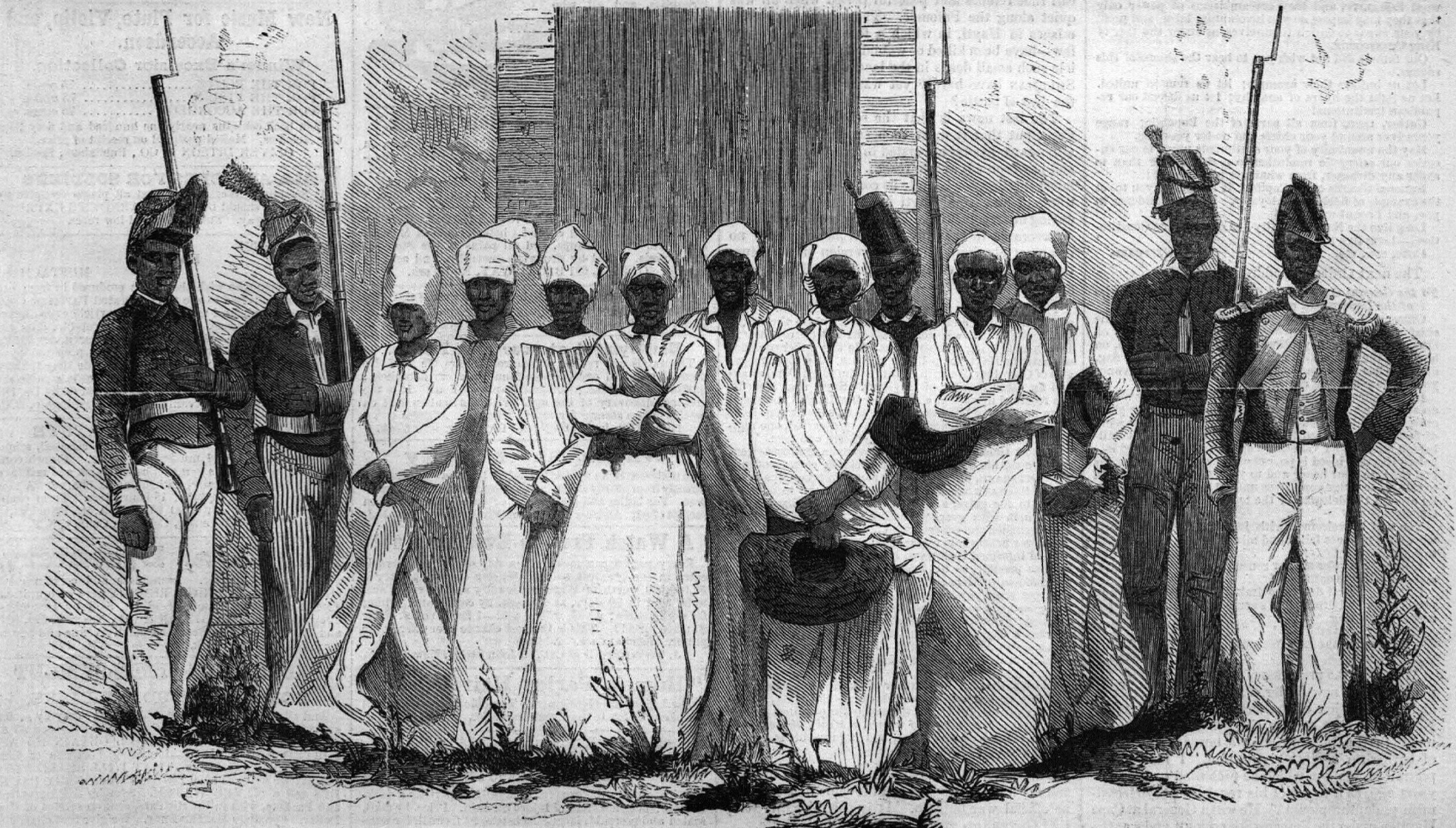
No século XIX, o governo haitiano começou a legislar contra o vodu, descrevendo-o como uma forma de feitiçaria; isso entrava em conflito com a compreensão dos próprios praticantes de Vodu sobre sua religião

Em vários casos, esses conceitos e termos europeus importados sofreram novas transformações à medida que se fundiram com os conceitos indígenas. Na África Ocidental, por exemplo, os viajantes portugueses introduziram o seu termo e conceito de feitiçaria e feitiço para a população nativa, onde foi transformado no conceito de fetiche. Quando os europeus mais tarde encontraram essas sociedades da África Ocidental, eles erroneamente acreditaram que fetiche era um termo indígena africano, e não o resultado de encontros intercontinentais anteriores. Às vezes, as próprias populações colonizadas adotaram esses conceitos europeus para seus próprios fins. No início do século XIX, o governo haitiano recém-independente de Jean-Jacques Dessalines começou a suprimir a prática do vodu e, em 1835, os códigos legais haitianos categorizaram todas as práticas do vodu como sortilège (sortilégio/feitiçaria), sugerindo que tudo era conduzido com intenção prejudicial, enquanto entre os praticantes do Vodu, a realização de ritos prejudiciais já recebia uma categoria separada e distinta, conhecida como maji.

## Modernidade
No século XIX, os intelectuais europeus não viam mais a prática da magia através da estrutura do pecado e, em vez disso, consideravam as práticas e crenças mágicas como "um modo aberracional de pensamento antitético à lógica cultural dominante – um sinal de comprometimento psicológico e marcador de racismo ou inferioridade cultural".

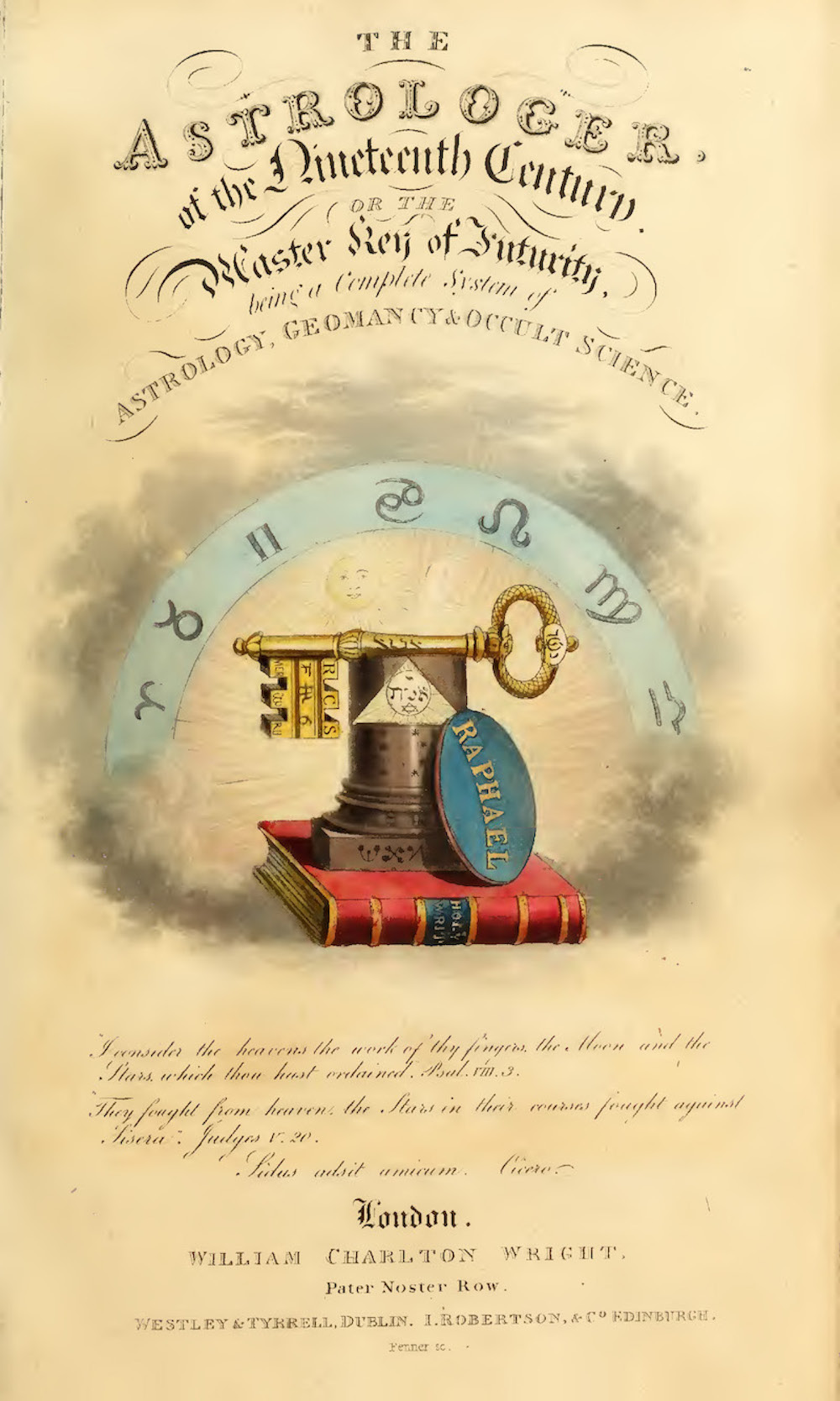
Frontispício de The Astrologer in the Nineteenth Century (1825), assinado por "Merlinus Anglicus", com ilustração em aquatinta por Robert Cross Smith ("Raphael")

À medida que as elites educadas nas sociedades ocidentais cada vez mais rejeitavam a eficácia das práticas mágicas, os sistemas jurídicos pararam de ameaçar os praticantes de atividades mágicas com punição pelos crimes de diabolismo e feitiçaria e, em vez disso, os ameaçaram com a acusação de que estavam fraudando pessoas ao prometer fornecer coisas que eles não podiam. Por outro lado, esse tema de fascínio ganhava atração na era do romantismo (também em oposição ao Iluminismo) e o mágico foi popularizado na literatura, tanto através do imaginário do arcano em mitos nativos, filosofias e práticas locais na Europa (como o mesmerismo e sociedades iniciáticas), quanto pelo orientalismo, no exotismo do hinduísmo e pelos contos árabes das Mil e Uma Noites.
A disseminação do poder colonial europeu em todo o mundo influenciou como os acadêmicos viriam a enquadrar o conceito de magia. No século XIX, vários estudiosos adotaram o conceito tradicional negativo de magia. Que eles escolheram fazer isso não era inevitável, pois eles poderiam ter seguido o exemplo adotado por esoteristas proeminentes ativos na época como Helena Blavatsky, que escolheu usar o termo e o conceito de magia em um sentido positivo. Vários escritores também usaram o conceito de magia para criticar a religião, argumentando que a última ainda exibia muitos dos traços negativos da primeira. Um exemplo disso foi o jornalista americano H. L. Mencken em sua polêmica obra de 1930, Treatise on the Gods; ele procurou criticar a religião comparando-a com a magia, argumentando que a divisão entre as duas estava errada. O conceito de magia também foi adotado por teóricos no novo campo da psicologia, onde era frequentemente usado como sinônimo de superstição, embora o último termo tenha se mostrado mais comum nos primeiros textos psicológicos.

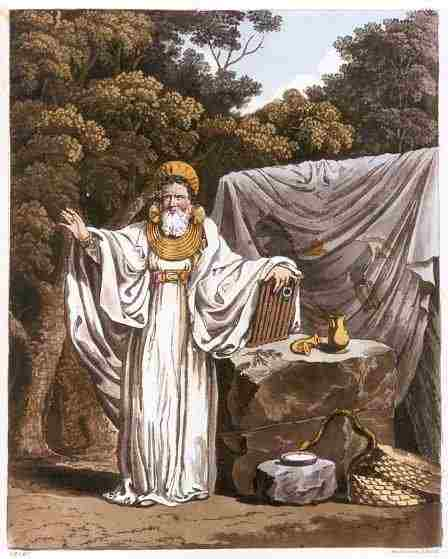
Representação imaginária de um druida (1815). Lendas medievais e contos de fadas, e a Celtomania dos séculos XVIII e XIX contribuíram para a difusão literária de figuras mágicas como Merlin e Fada Morgana.

No final do século XIX e no XX, os folcloristas examinaram comunidades rurais em toda a Europa em busca de práticas mágicas, que na época eles normalmente entendiam como sobreviventes de sistemas de crenças ancestrais. Foi apenas na década de 1960 que antropólogos como Jeanne Favret-Saada também começaram a olhar em profundidade para a magia em contextos europeus, tendo anteriormente se concentrado em examinar a magia em contextos não ocidentais. No século XX, a magia também se mostrou um tópico de interesse para os surrealistas, um movimento artístico baseado principalmente na Europa; o surrealista Andre Breton, por exemplo, publicou L'Art magique em 1957, discutindo o que ele considerava as ligações entre magia e arte.
A aplicação acadêmica da magia como uma categoria sui generis que pode ser aplicada a qualquer contexto sociocultural estava ligada à promoção da modernidade para públicos ocidentais e não ocidentais.
O termo magia se difundiu na imaginação e no idioma populares. Em contextos contemporâneos, a palavra magia é às vezes usada para "descrever um tipo de excitação, de maravilha ou deleite repentino", e em tal contexto pode ser "um termo de grande elogio". Apesar de seu contraste histórico contra a ciência, cientistas também adotaram o termo em sua aplicação a diversos conceitos, tais como ácido mágico, balas mágicas, e ângulos mágicos.

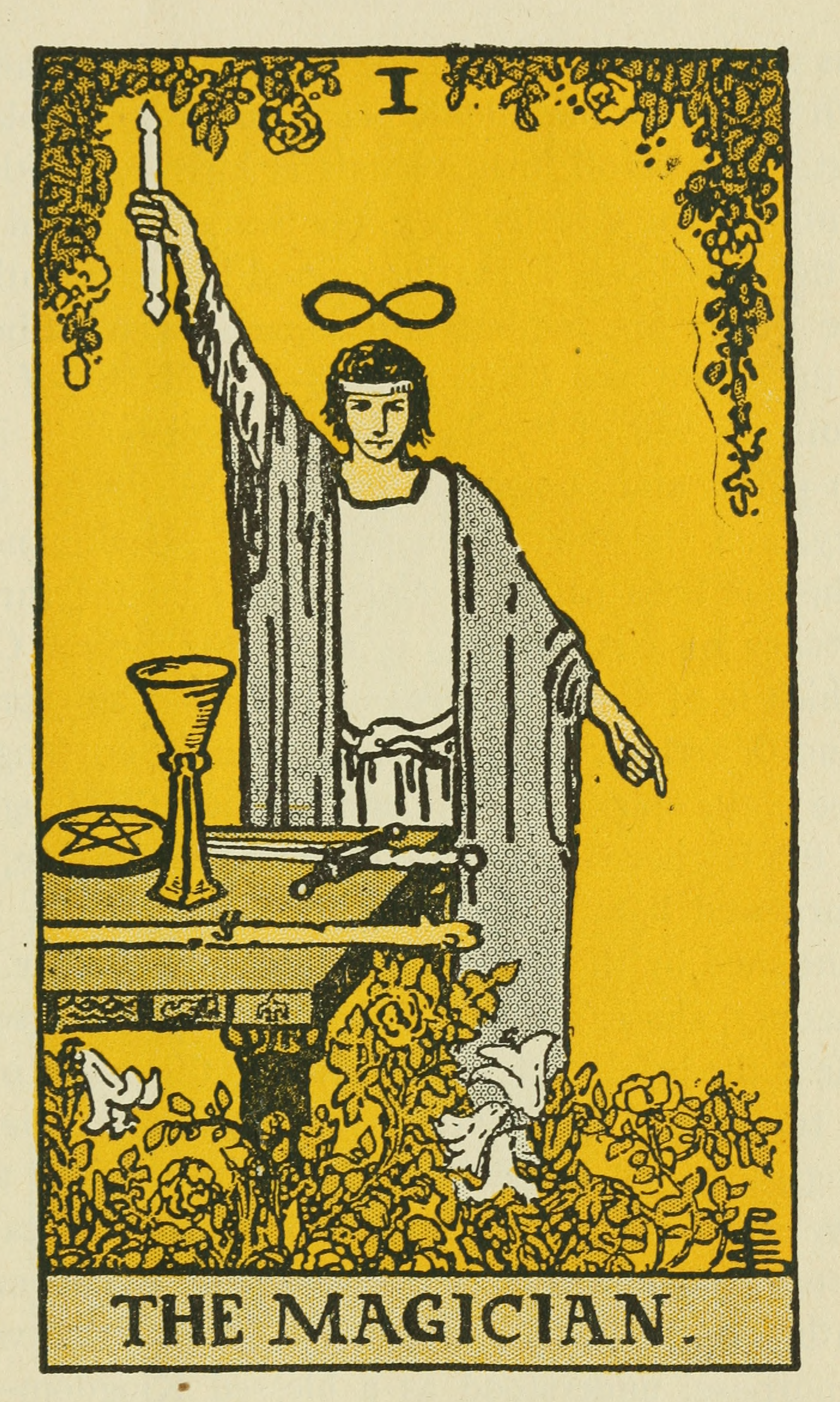
O Mago (I), uma ilustração do baralho de tarô Rider-Waite publicado pela primeira vez em 1910

A magia ocidental moderna desafiou preconceitos amplamente difundidos sobre a religião e espiritualidade contemporâneas. Os polêmicos discursos sobre magia influenciaram a autocompreensão dos mágicos modernos, vários dos quais—como Éliphas Lévi, Papus, Aleister Crowley—eram bem versados na literatura acadêmica sobre o assunto. O mágico tornou-se constituinte básico das doutrinas modernas de ocultismo e esoterismo ocidental, e sistemas vitorianos de magia ritual, tal como a Ordem Hermética da Aurora Dourada e Ordem Martinista, popularizaram a teoria e prática antiga, assimilando grimórios medievais e sistemas da Renascença, tal como a Cabala cristã e magia enoquiana, além de incorporar parafernália como pentagrama, tarô e conjunto de altar.
De acordo com o estudioso da religião Henrik Bogdan, "indiscutivelmente a definição êmica mais conhecida" do termo magia foi fornecida por Crowley. Crowley—que favorecia em inglês a grafia "magick" sobre "magic" para distingui-la do ilusionismo de palco—era da opinião de que "Mágicka é a Ciência e Arte de fazer a Mudança ocorrer em conformidade com a Vontade". A definição de Crowley influenciou a dos mágicos subsequentes. Dion Fortune da Fraternidade da Luz Interior, por exemplo, afirmou que "Magia é a arte de mudar a consciência de acordo com a Vontade". Gerald Gardner, o fundador da Wicca Gardneriana, afirmou que magia era "tentar causar o fisicamente incomum", enquanto Anton LaVey, o fundador do satanismo LaVeyano, descreveu a magia como "a mudança em situações ou eventos de acordo com com a própria vontade, que, usando métodos normalmente aceitáveis, seriam imutáveis."
O movimento da magia do caos surgiu durante o final do século XX, como uma tentativa de retirar os aspectos simbólicos, ritualísticos, teológicos ou ornamentais de outras tradições ocultas e destilar a magia até um conjunto de técnicas básicas.
Esses modernos conceitos ocidentais de magia se baseiam na crença em correspondências conectadas a uma força oculta desconhecida que permeia o universo. Como observado por Hanegraaff, isso operava de acordo com "um novo significado da magia, que não poderia ter existido em períodos anteriores, precisamente porque é elaborado em reação ao "desencantamento do mundo"." Para muitos, e talvez a maioria dos magos ocidentais modernos, o objetivo da magia é considerado o desenvolvimento espiritual pessoal. A percepção da magia como uma forma de autodesenvolvimento é central para a forma como as práticas mágicas foram adotadas nas formas do paganismo moderno e no fenômeno da Nova Era. Um desenvolvimento significativo nas práticas modernas de magia ocidental foi a magia sexual. Esta foi uma prática promovida nos escritos de Paschal Beverly Randolph e posteriormente exerceu um forte interesse em magos ocultistas como Crowley e Theodor Reuss.
A adoção do termo magia pelos ocultistas modernos pode, em alguns casos, ser uma tentativa deliberada de defender aquelas áreas da sociedade ocidental que foram tradicionalmente marginalizadas como meio de subverter os sistemas de poder dominantes. A influente wiccana americana e autora Starhawk, por exemplo, afirmou que "Magia é outra palavra que deixa as pessoas desconfortáveis, então eu a uso deliberadamente, porque as palavras com as quais nos sentimos confortáveis, as palavras que soam aceitáveis, racionais, científicas e intelectualmente corretas, são confortáveis precisamente porque são a linguagem do estranhamento." Nos dias atuais, "entre alguns subgrupos contraculturais, o rótulo é considerado 'maneiro'".
Feitiçaria é um conceito legal na lei de Papua-Nova Guiné, que diferencia entre boa magia legal, como cura e fertilidade, e magia negra ilegal, considerada responsável por mortes inexplicáveis.

### Desenvolvimento conceitual
Inicialmente, o olhar europeu era de que os pensamentos mágicos seriam erros e distorções da interpretação de causa e efeito no mundo, tal como defendiam James Frazer e Edward B. Tylor, este último afirmando que eram baseados em relações que confundiam "conexões ideais por conexões reais". Depois, outros antropólogos começaram a realizar abordagens mais êmicas, tal como como Lucien Lévy-Bruhl, que rejeitou a noção de evolucionismo social unilinear e propôs que a magia não era irracional, porém baseada na mentalidade primitiva de crença aguçada em uma realidade que chamou de mística, da percepção de forças, entidades, divindades e influências invisíveis na natureza segundo a chamada "lei de participação" (participation mystique).
O estudo etnográfico de Edward Evan Evans-Pritchard, Bruxaria, Oráculos e Magia entre os Azande (1937), foi um marco na antropologia da magia ao investigar que os sistemas mágicos possuíam racionalidade, diferentemente do que era comumente veiculado no discurso europeu, e que estruturas sociais poderiam se sustentar logicamente sobre elas. Baseando-se também no que sugeria Lévy-Bruhl, observou que padrões de ideias e comportamentos possuíam sentido dentro de uma visão de mundo holística das sociedades e a magia formava também uma estrutura racional de crenças e conhecimento em algumas culturas, como a feitiçaria zande da África; porém, sua obra teve conclusão oposta à de Levy-Bruhl, pois pautava-a mais na lógica do que no misticismo e não afirmava que a mentalidade primitiva era qualitativamente diferente.
O historiador Owen Davies afirmou que a palavra magia estava "além de uma definição simples", e tinha "uma variedade de significados". Da mesma forma, o historiador Michael D. Bailey caracterizou a magia como "uma categoria profundamente contestada e um rótulo muito carregado"; como categoria, observou ele, era "profundamente instável", uma vez que as definições do termo "variaram dramaticamente ao longo do tempo e entre as culturas". Os estudiosos têm se envolvido em extensos debates sobre como definir a magia, com tais debates resultando em intensa disputa. Ao longo desses debates, a comunidade acadêmica falhou em concordar sobre uma definição de magia, de uma maneira semelhante a como eles falharam em concordar sobre uma definição de religião. De acordo com o estudioso da religião Michael Stausberg, o fenômeno das pessoas que aplicam o conceito de magia para se referir a si mesmas e às suas próprias práticas e crenças remonta à antiguidade tardia. No entanto, mesmo entre aqueles ao longo da história que se descreveram como mágicos, não houve um terreno comum sobre o que é magia.
Na África, a palavra magia pode simplesmente ser entendida como denotando gerenciamento de forças, que, como uma atividade, não tem peso moral e é, portanto, uma atividade neutra desde o início de uma prática mágica, mas que, pela vontade do mago, é pensada como se tornando e tendo um resultado que representa o bem ou o mal. A cultura africana antiga costumava sempre discernir a diferença entre a magia e um grupo de outras coisas, que não são mágicas, essas coisas incluindo a medicina, a adivinhação, a feitiçaria e o sortilégio. As opiniões divergem sobre como a religião e a magia estão relacionadas entre si no que diz respeito ao desenvolvimento ou a partir de qual cada uma se desenvolveu, alguns pensando que se desenvolveram juntas a partir de uma origem comum, outros que a religião se desenvolveu da magia e ainda alguns o contrário, a magia da religião.
As teorias antropológicas e sociológicas da magia geralmente servem para demarcar nitidamente certas práticas de outras, de outro modo semelhantes, em uma dada sociedade. De acordo com Bailey: "Em muitas culturas e em vários períodos históricos, as categorias de magia frequentemente definem e mantêm os limites das ações social e culturalmente aceitáveis em relação a entidades ou forças numinosas ou ocultas. Ainda mais, basicamente, eles servem para delinear arenas de crença apropriada."; ele observou que "traçar essas distinções é um exercício de poder". Esta tendência teve repercussões para o estudo da magia, com acadêmicos autocensurando suas pesquisas por causa dos efeitos em suas carreiras.
Randall Styers observou que a tentativa de definir a magia representa "um ato de demarcação" pelo qual ela é justaposta a "outras práticas sociais e modos de conhecimento", como religião e ciência. A historiadora Karen Louise Jolly descreveu a magia como "uma categoria de exclusão, usada para definir uma forma inaceitável de pensar como o oposto da religião ou da ciência".
A academia moderna produziu várias definições e teorias de magia. De acordo com Bailey, "estas normalmente enquadram a magia em relação a, ou mais frequentemente em distinção de, religião e ciência." Desde o surgimento do estudo da religião e das ciências sociais, a magia tem sido um "tema central na literatura teórica" produzida por estudiosos que atuam nessas disciplinas acadêmicas. Magia é um dos conceitos mais fortemente teorizados no estudo da religião, e também desempenhou um papel fundamental nas primeiras teorizações dentro da antropologia. Styers acreditava que ele tinha um forte apelo para os teóricos sociais porque fornece "um espaço tão rico para articular e contestar a natureza e os limites da modernidade". Os estudiosos costumam usá-lo como um contraste para o conceito de religião, considerando a magia como a "irmã ilegítima (e efeminada)" da religião. Alternativamente, outros o usaram como uma categoria intermediária localizada entre religião e ciência.
O contexto em que os estudiosos enquadraram suas discussões sobre magia foi informado pela disseminação do poder colonial europeu em todo o mundo no período moderno. Essas repetidas tentativas de definir magia ressoaram com preocupações sociais mais amplas, e a flexibilidade do conceito permitiu que fosse "prontamente adaptável como uma ferramenta polêmica e ideológica". As ligações que os intelectuais fizeram entre a magia e aqueles que eles caracterizavam como primitivos ajudaram a legitimar o imperialismo e o colonialismo europeu e euro-americano, já que esses colonialistas ocidentais expressaram a visão de que aqueles que acreditavam e praticavam magia eram incapazes de se governar e deveriam ser governados por aqueles que, ao invés de acreditar na magia, acreditavam na ciência e/ou religião (cristã). Nas palavras de Bailey, "a associação de certos povos [sejam não europeus ou pobres europeus rurais] com a magia serviu para distanciá-los e diferenciá-los daqueles que os governavam, e em grande parte para justificar essa regra."
Muitas definições diferentes de magia foram oferecidas por estudiosos, embora—de acordo com Hanegraaff—elas possam ser entendidas como variações de um pequeno número de teorias fortemente influentes.

#### Abordagem intelectualista

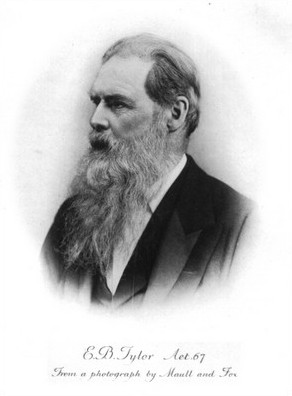
Edward Tylor, um antropólogo que usou o termo magia em referência à magia simpática, uma ideia que ele associou ao seu conceito de animismo

A abordagem intelectualista para definir magia está associada a dois antropólogos britânicos proeminentes, Edward Tylor e James G. Frazer. Esta abordagem via a magia como o oposto teórico da ciência, e veio a preocupar muito do pensamento antropológico sobre o assunto. Ela foi situada dentro dos modelos evolucionários que sustentaram o pensamento nas ciências sociais durante o início do século XIX. O primeiro cientista social a apresentar a magia como algo que antecedeu a religião em um desenvolvimento evolucionário foi Herbert Spencer; em seu A System of Synthetic Philosophy, ele usou o termo magia em referência à magia simpática ou Envultamento. Spencer considerava magia e religião enraizadas em falsas especulações sobre a natureza dos objetos e sua relação com outras coisas.
A compreensão de Tylor sobre magia estava ligada ao seu conceito de animismo. Em seu livro de 1871 Cultura Primitiva, Tylor caracterizou a magia como crenças baseadas no "erro de confundir analogia ideal com analogia real". Na opinião de Tylor, "o homem primitivo, tendo vindo a associar em pensamento as coisas que ele descobriu pela experiência como conectadas de fato, passou erroneamente para inverter esta ação e concluir que a associação no pensamento deve envolver conexão semelhante na realidade. Ele, assim, tentou descobrir, prever e causar eventos por meio de processos que agora podemos ver ter apenas um significado ideal". Tylor rejeitou a magia, descrevendo-a como "uma das ilusões mais perniciosas que já incomodou a humanidade". As opiniões de Tylor provaram ser altamente influentes, e ajudaram a estabelecer a magia como um tópico principal da pesquisa antropológica.

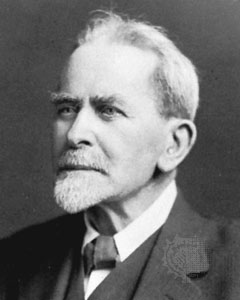
James Frazer considerou a magia como o primeiro estágio no desenvolvimento humano, a ser seguido pelo da religião e depois pela ciência

As ideias de Tylor foram adotadas e simplificadas por James Frazer. Ele usou o termo magia para significar magia simpática, descrevendo-a como uma prática baseada na crença do mago "que as coisas agem umas sobre as outras à distância através de uma simpatia secreta", algo que ele descreveu como "um invisível éter". Ele dividiu essa magia em duas formas, a "homeopática (imitativa, mimética)" e a "contagiosa". A primeira era a ideia de que "semelhante produz semelhante", ou que a semelhança entre dois objetos poderia resultar em um influenciando o outro. A última se baseava na ideia de que o contato entre dois objetos permitia que os dois continuassem se influenciando à distância. Como Taylor, Frazer viu a magia negativamente, descrevendo-a como "a irmã bastarda da ciência", surgindo de "uma grande falácia desastrosa".
Onde Frazer diferia de Tylor era caracterizar a crença na magia como um estágio importante no desenvolvimento cultural da humanidade, descrevendo-a como parte de uma divisão tripartida em que a magia vinha em primeiro lugar, a religião vinha em segundo lugar e, eventualmente, a ciência vinha em terceiro. Para Frazer, todas as sociedades primitivas começaram como crentes na magia, com algumas delas mudando-se para a religião. Ele acreditava que tanto magia quanto religião envolviam a crença em espíritos, mas que eles diferiam na maneira como respondiam a esses espíritos. Para Frazer, a magia "restringe ou coage" esses espíritos, enquanto a religião se concentra em "conciliá-los ou propiciá-los". Ele reconheceu que o seu terreno comum resultou em um cruzamento de elementos mágicos e religiosos em vários casos; por exemplo, ele afirmava que o casamento sagrado era um ritual de fertilidade que combinava elementos de ambas as visões de mundo.
Alguns estudiosos mantiveram a estrutura evolutiva usada por Frazer, mas mudaram a ordem de seus estágios; o etnólogo alemão Wilhelm Schmidt argumentou que a religião—com o que se referia ao monoteísmo—era o primeiro estágio da crença humana, que mais tarde degenerou em magia e politeísmo. Outros rejeitaram a estrutura evolucionária inteiramente. A noção de Frazer de que a magia deu lugar à religião como parte de uma estrutura evolucionária foi posteriormente desconstruída pelo folclorista e antropólogo Andrew Lang em seu ensaio "Magic and Religion"; Lang fez isso destacando como a estrutura de Frazer confiava em relatos etnográficos de crenças deturpados e praticados entre os australianos indígenas para se adequar ao seu conceito de magia.

#### Abordagem funcionalista
A abordagem funcionalista para definir magia está associada aos sociólogos franceses Marcel Mauss e Emile Durkheim. Nesta abordagem, a magia é entendida como sendo o oposto teórico da religião.
Mauss expôs sua concepção de magia em um ensaio de 1902, "Uma Teoria Geral da Magia". Mauss usou o termo "magia" em referência a "qualquer rito que não faça parte de um culto organizado: um rito que é privado, secreto, misterioso e, em última análise, tendendo para um que é proibido". Por outro lado, ele associou religião com culto organizado. Ao dizer que a magia era inerentemente não social, Mauss foi influenciado pelo entendimento cristão tradicional do conceito. Mauss rejeitou deliberadamente a abordagem intelectualista promovida por Frazer, acreditando que era impróprio restringir o termo magia à magia simpática, como Frazer havia feito. Ele expressou a opinião de que "não só existem ritos mágicos que não são simpáticos, mas também a simpatia não é uma prerrogativa da magia, uma vez que existem práticas simpáticas na religião".
As ideias de Mauss foram adotadas por Durkheim em seu livro de 1912, As Formas Elementares da Vida Religiosa. Durkheim era da opinião de que tanto a magia quanto a religião pertenciam a "coisas sagradas, isto é, coisas separadas e proibidas". Onde ele as via como sendo diferentes era em sua organização social. Durkheim usou o termo magia para descrever coisas que eram inerentemente antissociais, existindo em contraste com o que ele chamou de Igreja, as crenças religiosas compartilhadas por um grupo social; em suas palavras, "Não há nenhuma Igreja da magia." Durkheim expressou a opinião de que "há algo inerentemente antirreligioso nas manobras do mágico", e que a crença na magia "não resulta em unir aqueles que aderem a ela, nem em uni-los em um grupo que leva uma vida comum." A definição de Durkheim encontra problemas em situações—como os ritos realizados por wiccanos—em que atos realizados em comunidade foram considerados, tanto por praticantes quanto por observadores, como sendo mágicos.
Os estudiosos criticaram a ideia de que magia e religião podem ser diferenciadas em duas categorias distintas e separadas. O antropólogo social Alfred Radcliffe-Brown sugeriu que "uma simples dicotomia entre magia e religião" era inútil e, portanto, ambas deveriam ser incluídas na categoria mais ampla de ritual. Muitos antropólogos posteriores seguiram seu exemplo  No entanto, esta distinção ainda é frequentemente feita por estudiosos que discutem este tópico.

#### Abordagem emocionalista
A abordagem emocionalista da magia está associada ao antropólogo inglês Robert Ranulph Marett, ao austríaco Sigmund Freud e ao antropólogo polonês Bronisław Malinowski.
Marett via a magia como uma resposta ao estresse. Em um artigo de 1904, ele argumentou que a magia era uma prática catártica ou estimulante projetada para aliviar a sensação de tensão. Com o desenvolvimento de seu pensamento, ele rejeitou cada vez mais a ideia de uma divisão entre magia e religião e começou a usar o termo "mágico-religioso" para descrever o desenvolvimento inicial de ambas.  Malinowski entendeu magia de forma semelhante a Marett, abordando a questão em um artigo de 1925, Magia, Ciência e Religião; nele, propôs a divisão do sagrado, constituído da magia e religião, e do profano, baseado em atividades práticas, e indicou que a magia possuía função simbólica à necessidade individual. Ele rejeitou a hipótese evolucionária de Frazer de que a magia foi seguida pela religião e depois pela ciência como uma série de estágios distintos no desenvolvimento social, argumentando que todos os três estavam presentes em cada sociedade. Em sua opinião, tanto a magia quanto a religião "surgem e funcionam em situações de estresse emocional", embora enquanto a religião seja principalmente expressiva, a mágica é principalmente prática, e tenha afirmado também que um supre a ausência de outro, de tal modo que a magia se iniciaria quando a tecnologia era insuficiente. Ele, portanto, definiu magia como "uma arte prática que consiste em atos que são apenas meios para um fim definido que se espera que venha mais tarde". Para Malinowski, os atos mágicos deviam ser realizados para um fim específico, enquanto os religiosos eram fins em si mesmos. Ele, por exemplo, acreditava que os rituais de fertilidade eram mágicos porque eram realizados com a intenção de atender a uma necessidade específica. Como parte de sua abordagem funcionalista, Malinowski viu a magia não como irracional, mas como algo que tinha uma função útil, sendo sensível dentro de um determinado contexto social e ambiental.

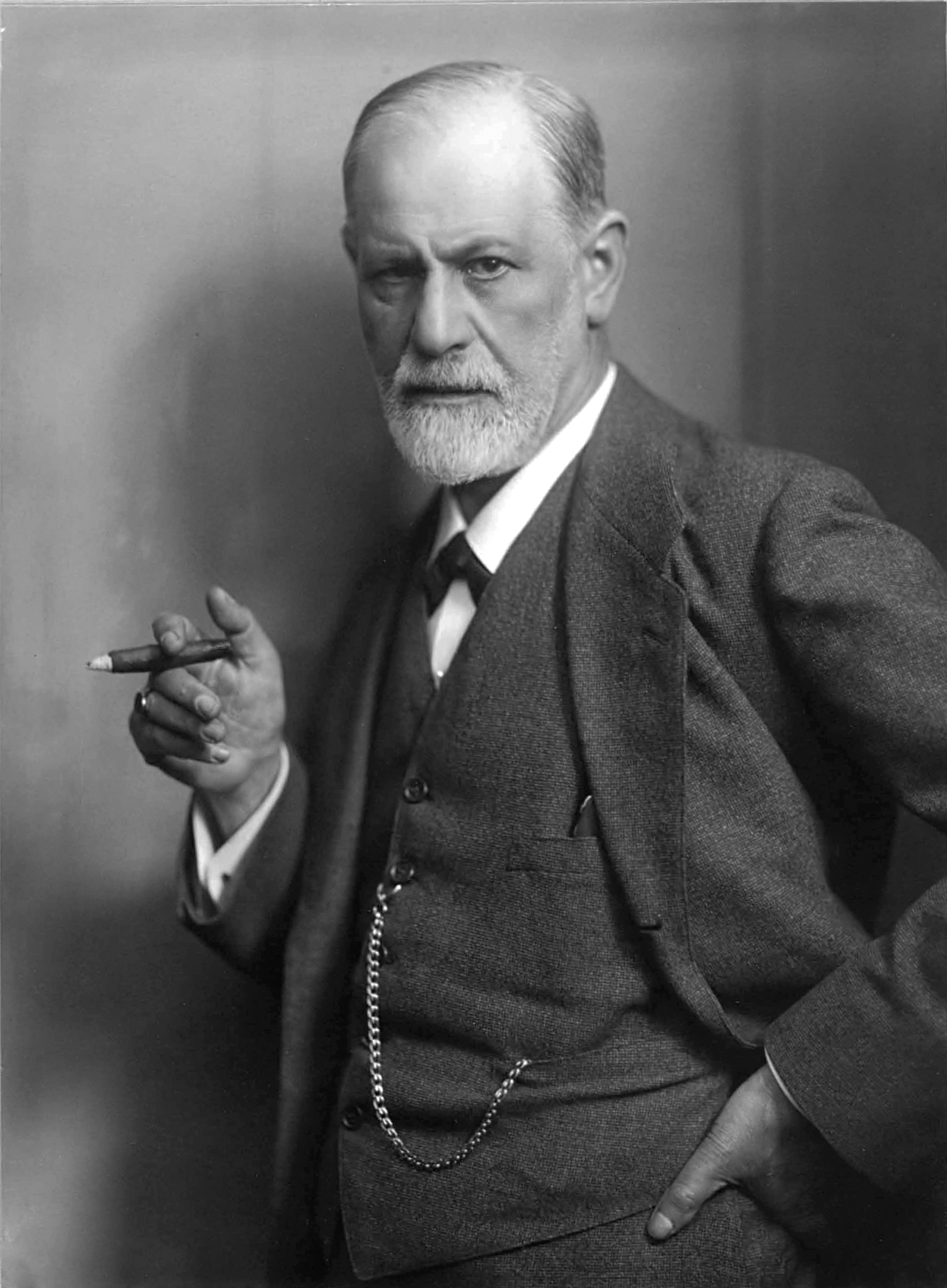
Ideias sobre magia também foram promovidas por Sigmund Freud

O termo magia foi usado liberalmente por Freud. Ele também viu a magia emergindo da emoção humana, mas interpretou-a de forma muito diferente para Marett. Freud explica que "a teoria associada da magia apenas explica os caminhos ao longo dos quais a magia prossegue; ela não explica sua verdadeira essência, ou seja, o mal-entendido que a leva a substituir as leis da natureza por leis psicológicas". Freud enfatiza que o que levou os homens primitivos a inventarem a magia é o poder dos desejos: “Seus desejos são acompanhados por um impulso motor, a vontade, que mais tarde se destina a alterar toda a face da terra para satisfazer seus desejos. Este impulso motor é inicialmente empregado para dar uma representação da situação satisfatória de tal forma que seja possível experimentar a satisfação por meio do que pode ser descrito como alucinações motoras. Este tipo de representação de um desejo satisfeito é bastante comparável às brincadeiras infantis, que sucedem sua técnica anterior puramente sensorial de satisfação. [...] Conforme o tempo passa, o acento psicológico muda dos motivos para o ato mágico para as medidas pelas quais ele é realizado—isto é, ao próprio ato em si. [...] Assim, passa a parecer que é o próprio ato mágico que, devido à sua semelhança com o resultado desejado, é o único que determina a ocorrência desse resultado."
No início dos anos 1960, os antropólogos Murray e Rosalie Wax apresentaram o argumento de que os estudiosos deveriam olhar para a cosmovisão mágica de uma dada sociedade em seus próprios termos, em vez de tentar racionalizá-la em termos de ideias ocidentais sobre o conhecimento científico. Suas ideias foram fortemente criticadas por outros antropólogos, que argumentaram que eles haviam estabelecido uma falsa dicotomia entre cosmovisões ocidentais não mágicas e cosmovisões não ocidentais mágicas. O conceito de cosmovisão mágica, no entanto, ganhou amplo uso na história, folclorística, filosofia, teoria cultural e psicologia. A noção de pensamento mágico também foi utilizada por vários psicólogos. Na década de 1920, o psicólogo Jean Piaget usou o conceito como parte de seu argumento de que as crianças eram incapazes de diferenciar claramente entre o mental e o físico. De acordo com essa perspectiva, as crianças começam a abandonar seu pensamento mágico entre as idades de seis e nove anos.
De acordo com Stanley Tambiah, magia, ciência e religião têm sua própria "qualidade de racionalidade" e foram influenciadas pela política e pela ideologia. Ao contrário da religião, Tambiah sugere que a humanidade tem um controle muito mais pessoal sobre os eventos. A ciência, de acordo com Tambiah, é "um sistema de comportamento pelo qual o homem adquire o domínio do meio ambiente".

#### Mana
Em um estudo de 1891 sobre Os Melanésios, o antropólogo Robert Henry Codrington apresentou o conceito de mana encontrado nos polinésios, descrito como o elemento ativo da magia "nativa": "força totalmente distinta do poder físico, que atua de todas as maneiras para o bem e o mal". Porém, o mana deixou de ser considerado em seus aspectos êmicos e tornou-se uma categoria generalizante que passou a ser adotada na antropologia europeia para descrever a suposta força, poder ou energia impessoal e universal fundante de todo imaginário da efetuação do mágico e/ou religioso, em qualquer cultura. Assim, o termo será considerado por Frazer em sua abordagem da religião, mas adotado também por Mauss e Henri Hubert, e a partir desses por Durkheim na analogia de forças e energias sociais. Mas será Marett quem difunde a ideia de mana pareada juntamente com um modo sobrenatural negativo, designado pela palavra austronésia tabu. Ela chega a afirmar: "Sugiro que a contribuição peculiar da magia ... para a religião foi a ideia de mana". A partir disso, segundo o acadêmico Nicolas Meylan, a noção vulgarizou-se a um ponto em que, no começo do século XX, ela se tornara "uma categoria de segunda ordem e aplicação universal projetada para explicar a magia e a religião. Mana, portanto, passou de exemplo a rótulo, com o significado genérico de poder sobrenatural acompanhado pela emoção mágico-religiosa de temor, uma categoria que poderia ser aplicada em qualquer local geográfico e cultural".

#### Etnocentrismo
O triângulo magia-religião-ciência se desenvolveu na sociedade europeia com base nas ideias evolucionárias, ou seja, que a magia evoluiu para a religião, que por sua vez evoluiu para a ciência. No entanto, usar uma ferramenta analítica ocidental ao discutir culturas não ocidentais, ou formas pré-modernas da sociedade ocidental, levanta problemas, pois pode impor categorias ocidentais estranhas a eles. Embora a magia continue sendo um termo êmico (interno) na história das sociedades ocidentais, ela permanece um termo ético (externo) quando aplicado a sociedades não ocidentais e mesmo dentro de sociedades ocidentais específicas. Por esse motivo, acadêmicos como Michael D. Bailey sugerem abandonar totalmente o termo como uma categoria acadêmica. Durante o século XX, muitos estudiosos com foco em sociedades asiáticas e africanas rejeitaram o termo magia, bem como conceitos relacionados como bruxaria, em favor de termos e conceitos mais precisos que existiam dentro dessas sociedades específicas. Uma abordagem semelhante foi adotada por muitos estudiosos que estudam sociedades pré-modernas na Europa, como a antiguidade clássica, que consideram o conceito moderno de magia impróprio e favorecem termos mais específicos originados na estrutura das culturas antigas que estão estudando. Alternativamente, este termo implica que todas as categorias de magia são etnocêntricas e que tais preconceitos ocidentais são um componente inevitável da pesquisa acadêmica. Este século viu uma tendência para estudos etnográficos êmicos por profissionais acadêmicos que exploram explicitamente a divisão êmica/ética.
Muitos estudiosos argumentaram que o uso do termo como uma ferramenta analítica dentro dos estudos acadêmicos deveria ser rejeitado por completo. O estudioso de religião Jonathan Z. Smith, por exemplo, argumentou que não tinha utilidade como um termo ético que os estudiosos deveriam usar. O historiador da religião Wouter Hanegraaff concordou, alegando que seu uso é baseado em concepções de superioridade ocidental e "... serviu como uma justificativa 'científica' para converter povos não europeus de superstições obscuras ..." afirmando que "o termo magia é um objeto importante de pesquisa histórica, mas não é intencionado para fazer pesquisa."
Bailey observou que, a partir do início do século XXI, poucos estudiosos buscaram grandes definições de magia, mas em vez disso focaram com "atenção cuidadosa a contextos particulares", examinando o que um termo como magia significava para uma determinada sociedade; esta abordagem, ele observou, "questionou a legitimidade da magia como uma categoria universal". Os estudiosos da religião Berndt-Christian Otto e Michael Stausberg sugeriram que seria perfeitamente possível para os estudiosos falar sobre amuletos, maldições, procedimentos de cura e outras práticas culturais muitas vezes consideradas mágicas na cultura ocidental, sem qualquer recurso ao conceito da própria magia. A ideia de que magia deve ser rejeitada como um termo analítico se desenvolveu na antropologia antes de passar para os estudos clássicos e estudos bíblicos na década de 1980. Desde a década de 1990, o uso do termo entre os estudiosos da religião diminuiu.

## Bruxaria
O historiador Ronald Hutton nota a presença de quatro significados distintos do termo bruxaria na língua inglesa. Historicamente, o termo se referia principalmente à prática de causar danos a outras pessoas por meios sobrenaturais ou mágicos. Esta continua a ser, de acordo com Hutton, "a compreensão mais difundida e frequente" do termo. Além disso, Hutton também observa três outras definições em uso atual; para referir-se a qualquer pessoa que realiza atos mágicos, com intenção benevolente ou malévola; para praticantes da moderna religião pagã da Wicca; ou como um símbolo de mulheres resistindo à autoridade masculina e afirmando uma autoridade feminina independente. Crença em feitiçaria está frequentemente presente em sociedades e grupos cuja estrutura cultural inclui uma visão mágica do mundo.
Aqueles considerados mágicos frequentemente enfrentam suspeitas de outros membros de sua sociedade. Este é particularmente o caso se esses mágicos percebidos foram associados a grupos sociais já considerados moralmente suspeitos em uma sociedade particular, como estrangeiros, mulheres ou as classes mais baixas. Em contraste com essas associações negativas, muitos praticantes de atividades que foram rotuladas de mágicas enfatizaram que suas ações são benevolentes e benéficas. Isso entrava em conflito com a visão cristã comum de que todas as atividades categorizadas como sendo formas de magia eram intrinsecamente ruins, independentemente da intenção do mago, porque todas as ações mágicas dependiam da ajuda de demônios. Pode haver atitudes conflitantes em relação às práticas de um mágico; na história europeia, as autoridades muitas vezes acreditavam que curandeiros tradicionais eram prejudiciais porque suas práticas eram consideradas mágicas e, portanto, decorrentes do contato com demônios, enquanto uma comunidade local poderia valorizar e respeitar esses indivíduos porque suas habilidades e serviços eram considerados benéficos.
Nas sociedades ocidentais, a prática da magia, especialmente quando prejudicial, costumava ser associada às mulheres. Por exemplo, durante os julgamentos de bruxas no início da Idade Moderna, cerca de três quartos dos executados como bruxas eram mulheres, e apenas um quarto eram homens. O fato de as mulheres serem mais propensas a serem acusadas e condenadas por bruxaria neste período pode ter ocorrido porque sua posição era legalmente mais vulnerável, com as mulheres tendo pouca ou nenhuma situação legal independente de seus parentes homens. A ligação conceitual entre mulheres e magia na cultura ocidental pode ser porque muitas das atividades consideradas mágicas—de ritos para encorajar a fertilidade a poções para induzir o aborto—estavam associadas à esfera feminina. Isso também pode estar conectado ao fato de que muitas culturas retrataram as mulheres como sendo inferiores aos homens em um nível intelectual, moral, espiritual e físico.
No catolicismo, o Concílio de Paderborn, em 785, proibiu explicitamente a condenação de pessoas como bruxas e condenou à morte qualquer pessoa que queimasse uma bruxa. O código lombardo de 643 declara: "Que ninguém se atreva a matar uma criada estrangeira ou serva como bruxa, pois isso não é possível, nem deve ser acreditado pelas mentes cristãs". No entanto, durante a Idade Média e início da Idade Moderna, mulheres acusadas em diversos países como sendo bruxas e feiticeiras foram perseguidas, julgadas e torturadas pela Igreja Católica através da Inquisição, pois esta acreditava que a magia estava relacionada com o diabo e suas manifestações, principalmente após a permissão da bula papal Summis desiderantis affectibus e do livro Malleus Malleficarum no século XV. Ocorreram diversas caças às bruxas, com algumas incluindo julgamentos populares e tribunais seculares, exigindo intervenção dos próprios tribunais inquisitórios para abrandar o procedimento, mas por vezes elas eram queimadas vivas. Protestantes também justificavam essas perseguições, como no caso do julgamento das bruxas de Salém.

## Magos

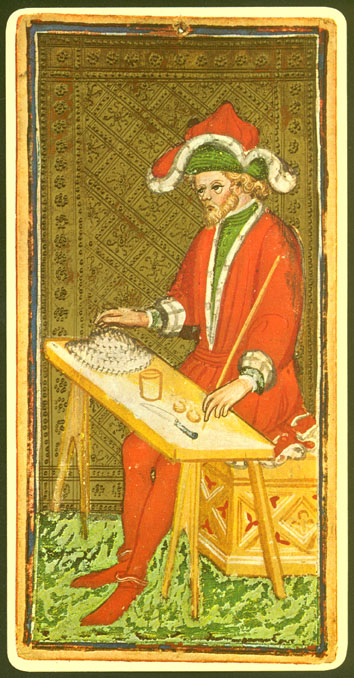
A carta do Mágico em um baralho de tarô do século XV

Muitas das práticas rotuladas como mágicas podem ser realizadas por qualquer pessoa. Por exemplo, alguns encantos podem ser recitados por indivíduos sem nenhum conhecimento especializado nem qualquer reivindicação de ter um poder específico. Outras requerem treinamento especializado para realizá-los. Alguns dos indivíduos que realizaram atos mágicos em uma base mais do que ocasional passaram a ser identificados como magos, ou com conceitos relacionados, como feiticeiros/feiticeiras, bruxas/bruxos. Identidades como um mago podem derivar das próprias afirmações de um indivíduo sobre si mesmo, ou pode ser um rótulo colocado sobre ele por outros. No último caso, um indivíduo poderia abraçar esse rótulo, ou poderia rejeitá-lo, às vezes com veemência.
Pode haver incentivos econômicos que incentivem os indivíduos a se identificarem como mágicos. Nos casos de várias formas do curandeiro tradicional, bem como dos mágicos ou ilusionistas de estágio posterior, o rótulo de mágico pode se tornar uma descrição de trabalho. Outros reivindicam tal identidade por acreditarem genuinamente que possuem poderes ou talentos incomuns específicos. Diferentes sociedades têm diferentes regulamentos sociais sobre quem pode assumir tal papel; por exemplo, pode ser uma questão de hereditariedade familiar, ou pode haver restrições de gênero sobre quem tem permissão para se envolver em tais práticas. Uma variedade de características pessoais podem ser creditadas por dar poder mágico, e frequentemente estão associadas a um nascimento incomum no mundo. Por exemplo, na Hungria acreditava-se que um táltos nasceria com dentes ou um dedo adicional. Em várias partes da Europa, acreditava-se que nascer com uma coifa associava a criança a habilidades sobrenaturais, tal como entre os andarilhos do bem, kersniki e no folclore xamânico dos lobisomens. Em alguns casos, uma iniciação ritual é necessária antes de assumir o papel de especialista em tais práticas e, em outros, espera-se que um indivíduo receba orientação de outro especialista.
Davies observou que era possível "dividir grosseiramente os especialistas em magia em categorias religiosas e leigas". Ele observou, por exemplo, que os padres católicos romanos, com seus ritos de exorcismo e acesso a água benta e ervas abençoadas, podiam ser concebidos como praticantes de magia. Tradicionalmente, o método mais comum de identificar, diferenciar e estabelecer praticantes de magia de pessoas comuns é por iniciação. Por meio de ritos, a relação do mago com o sobrenatural e sua entrada em uma classe profissional fechada é estabelecida (geralmente por meio de rituais que simulam a morte e o renascimento em uma nova vida). No entanto, desde a ascensão do neopaganismo, Berger e Ezzy explicam que, "Como não há burocracia central ou dogma para determinar a autenticidade, a autodeterminação de um indivíduo como bruxa, wiccano, pagão ou neopagão é geralmente tomada pelo valor de face". Ezzy argumenta que as visões de mundo dos praticantes foram negligenciadas em muitos estudos sociológicos e antropológicos e que isso se deve a "uma compreensão culturalmente estreita da ciência que desvaloriza as crenças mágicas".
Mauss argumenta que os poderes dos mágicos especialistas e comuns são determinados por padrões culturalmente aceitos das fontes e da amplitude da magia: um mago não pode simplesmente inventar ou reivindicar uma nova magia. Na prática, o mago é tão poderoso quanto seus colegas acreditam que ele seja.
Ao longo da história registrada, os mágicos frequentemente enfrentaram ceticismo em relação a seus supostos poderes e habilidades. Por exemplo, na Inglaterra do século XVI, o escritor Reginald Scot escreveu The Discoverie of Witchcraft, no qual ele argumentou que muitos dos acusados de bruxaria ou de outra forma alegando habilidades mágicas estavam enganando as pessoas usando o ilusionismo.
Na cultura popular, as representações do mago sábio são abundantes na ficção de fantasia e formam adaptações em continuidade inspiradas pelas lendas antigas.:195

## Tradições locais

### Brasil
No Brasil, há um conjunto de práticas ritualísticas que já foram ou são consideradas dentro da terminologia "mágicas", tanto popularmente, quanto por estudiosos ou pelos próprios adeptos e crentes. Sistemas mágico-religiosos e fenômenos místicos associados a essa percepção estão presentes no espiritualismo e catolicismo populares, nesse último como nas "crendices", cultos santoriais, devoções carismáticas como a Padre Cícero, movimentos do messianismo e práticas como o "boi-santo"; e ainda no neopentecostalismo, pela ênfase ritual em milagres como curas sobrenaturais. São também encontrados em religiões afro-americanas e indígenas, tal como o candomblé e suas nações, como na devoção a orixás, inquices e voduns, incluindo o Tambor de Mina, e na pajelança, jurema sagrada, catimbó e encantaria do Nordeste e Norte. Todos esses passaram por sincretismo entre si, tal como no Catimbó-Jurema, terecô, candomblé de caboclo, jarê e umbanda. Os rituais e práticas ganharam aspectos únicos em sua presença no contexto e formação do folclore brasileiro. Conceitos fortemente associados ao imaginário popular do mágico incluem o descarrego, encosto, fechamento de corpo, o transe e incorporação mediúnica, vidência, como pelo jogo de búzios, simpatia, benzedura, quebranto, mandinga, envultamento, e, como um exemplo de item, o Livro de São Cipriano da Capa Preta.
Pela diferença cultural e sentido pejorativo da magia, principalmente os ritos e religiões de matriz africana e indígena foram marginalizados, sofreram perseguição e ainda recebem preconceito e hostilidade. O antropólogo Roger Bastide, por exemplo, realizou uma distinção entre macumba/quimbanda e umbanda respectivamente como "ocultismo" e "bruxaria", enquanto seu viés defendia o candomblé como ortodoxo; sua visão foi amplamente criticada e combatida. Lísias Nogueira Negrão não nega que houvesse prática da "macumba" relacionada à criminalidade no início do século XX em São Paulo e Rio de Janeiro, mas discorda que os terreiros de umbanda fossem anômicos; ele cita a distinção binária moral das linhas de umbanda, a da "direita", tendo por guias orixás-santos, caboclos e Pretos-Velhos, por exemplo, e a de "esquerda", na qual exus e pomba-giras são associados a "despachos" independentes da moral, vistos por isso como mais perigosos e capazes de serem maléficos. David Hess afirma que, apesar de popularmente ter havido separação de "magia negra" para quimbanda e "magia branca" para umbanda, o que ocorre são categorias mistas e união de algumas práticas entre ambas, de maneira que ele as considera no campo da magia "cinza". Exemplos de rituais e oferendas no "trabalho" a exus Tranca Ruas, Pomba-Gira e Iemanjá se assemelham nas instruções, com intersecções em ingredientes e fórmulas, apesar de divergirem nas intenções malévolas ou benéficas—a isso, Hess conclui que as duas são tendências dentro de um mesmo sistema coeso.
No Código Penal de 1890, vigente até 1942, constava na seção de "crimes contra a saúde pública" proibição contra o espiritismo e magia:
Art. 157: Praticar o espiritismo, a magia e seus sortilégios, usar de talismans e cartomancias, para despertar sentimentos de ódio ou amor, inculcar cura de molestais curáveis ou incuráveis, enfim, para fascinar e subjugar a credulidade publica.
Ela previa a inclusão dessas práticas como exercício ilegal da medicina, pelas promessas de curas a elas associadas, tal como na cartomancia e venda de talismãs, também cada vez mais reprimidas até a metade do século XX. Porém, conforme estudou Yvonne Maggie em Medo do Feitiço: Relações Entre Magia e Poder no Brasil (1988), a partir da década de 20 começou a aparecer a designação magistrativa de "baixo espiritismo" nos processos, indicando que a sanção penal recaía mais sobre práticas religiosas africanas, nos autos constando como infrações nomeadamente o "curandeirismo", "magia", "candomblé", "magia negra", "macumba"; isso conferiu distinção ao espiritismo kardecista, que, no entanto, também sofreu de autuações em algumas práticas de mediunidade direcionadas a fins terapêuticos, como os passes, conselhos e receituário de homeopatia mediúnicos.